# 2025
Portal Geschichte | Portal Biografien | Aktuelle Ereignisse | Jahreskalender | Tagesartikel

◄ |
20. Jahrhundert |
21. Jahrhundert

◄ |
1990er |
2000er |
2010er |
2020er
| 2030er | 2040er

◄◄ |
◄ |
2021 |
2022 |
2023 |
2024 |
2025
| 2026 | 2027 | 2028 | 2029 | ► | ►►
 Jan.
| Feb.
| Mär.
| Apr.
| Mai
| Jun.
| Jul.
| Aug.
Staatsoberhäupter · Wahlen · Nekrolog  · Literaturjahr · Musikjahr · Filmjahr · Rundfunkjahr · Sportjahr
| Januar | Januar | Januar | Januar | Januar | Januar | Januar | Januar |
| Kw     | Mo     | Di     | Mi     | Do     | Fr     | Sa     | So     |
| ------ | ------ | ------ | ------ | ------ | ------ | ------ | ------ |
| 1      |        |        | 1      | 2      | 3      | 4      | 5      |
| 2      | 6      | 7      | 8      | 9      | 10     | 11     | 12     |
| 3      | 13     | 14     | 15     | 16     | 17     | 18     | 19     |
| 4      | 20     | 21     | 22     | 23     | 24     | 25     | 26     |
| 5      | 27     | 28     | 29     | 30     | 31     |        |        |

| Februar | Februar | Februar | Februar | Februar | Februar | Februar | Februar |
| Kw      | Mo      | Di      | Mi      | Do      | Fr      | Sa      | So      |
| ------- | ------- | ------- | ------- | ------- | ------- | ------- | ------- |
| 5       |         |         |         |         |         | 1       | 2       |
| 6       | 3       | 4       | 5       | 6       | 7       | 8       | 9       |
| 7       | 10      | 11      | 12      | 13      | 14      | 15      | 16      |
| 8       | 17      | 18      | 19      | 20      | 21      | 22      | 23      |
| 9       | 24      | 25      | 26      | 27      | 28      |         |         |

| März | März | März | März | März | März | März | März |
| Kw   | Mo   | Di   | Mi   | Do   | Fr   | Sa   | So   |
| ---- | ---- | ---- | ---- | ---- | ---- | ---- | ---- |
| 9    |      |      |      |      |      | 1    | 2    |
| 10   | 3    | 4    | 5    | 6    | 7    | 8    | 9    |
| 11   | 10   | 11   | 12   | 13   | 14   | 15   | 16   |
| 12   | 17   | 18   | 19   | 20   | 21   | 22   | 23   |
| 1    | 24   | 25   | 26   | 27   | 28   | 29   | 30   |
| 14   | 31   |      |      |      |      |      |      |

| April | April | April | April | April | April | April | April |
| Kw    | Mo    | Di    | Mi    | Do    | Fr    | Sa    | So    |
| ----- | ----- | ----- | ----- | ----- | ----- | ----- | ----- |
| 14    |       | 1     | 2     | 3     | 4     | 5     | 6     |
| 15    | 7     | 8     | 9     | 10    | 11    | 12    | 13    |
| 16    | 14    | 15    | 16    | 17    | 18    | 19    | 20    |
| 17    | 21    | 22    | 23    | 24    | 25    | 26    | 27    |
| 18    | 28    | 29    | 30    |       |       |       |       |

| Mai | Mai | Mai | Mai | Mai | Mai | Mai | Mai |
| Kw  | Mo  | Di  | Mi  | Do  | Fr  | Sa  | So  |
| --- | --- | --- | --- | --- | --- | --- | --- |
| 18  |     |     |     | 1   | 2   | 3   | 4   |
| 19  | 5   | 6   | 7   | 8   | 9   | 10  | 11  |
| 20  | 12  | 13  | 14  | 15  | 16  | 17  | 18  |
| 21  | 19  | 20  | 21  | 22  | 23  | 24  | 25  |
| 22  | 26  | 27  | 28  | 29  | 30  | 31  |     |

| Juni | Juni | Juni | Juni | Juni | Juni | Juni | Juni |
| Kw   | Mo   | Di   | Mi   | Do   | Fr   | Sa   | So   |
| ---- | ---- | ---- | ---- | ---- | ---- | ---- | ---- |
| 22   |      |      |      |      |      |      | 1    |
| 23   | 2    | 3    | 4    | 5    | 6    | 7    | 8    |
| 24   | 9    | 10   | 11   | 12   | 13   | 14   | 15   |
| 25   | 16   | 17   | 18   | 19   | 20   | 21   | 22   |
| 26   | 23   | 24   | 25   | 26   | 27   | 28   | 29   |
| 27   | 30   |      |      |      |      |      |      |

| Juli | Juli | Juli | Juli | Juli | Juli | Juli | Juli |
| Kw   | Mo   | Di   | Mi   | Do   | Fr   | Sa   | So   |
| ---- | ---- | ---- | ---- | ---- | ---- | ---- | ---- |
| 27   |      | 1    | 2    | 3    | 4    | 5    | 6    |
| 2    | 7    | 8    | 9    | 10   | 11   | 12   | 13   |
| 29   | 14   | 15   | 16   | 17   | 18   | 19   | 20   |
| 30   | 21   | 22   | 23   | 24   | 25   | 26   | 27   |
| 31   | 28   | 29   | 30   | 31   |      |      |      |

| August | August | August | August | August | August | August | August |
| Kw     | Mo     | Di     | Mi     | Do     | Fr     | Sa     | So     |
| ------ | ------ | ------ | ------ | ------ | ------ | ------ | ------ |
| 31     |        |        |        |        | 1      | 2      | 3      |
| 32     | 4      | 5      | 6      | 7      | 8      | 9      | 10     |
| 33     | 11     | 12     | 13     | 14     | 15     | 16     | 17     |
| 34     | 18     | 19     | 20     | 21     | 22     | 23     | 24     |
| 35     | 25     | 26     | 27     | 28     | 29     | 30     | 31     |

| September | September | September | September | September | September | September | September |
| Kw        | Mo        | Di        | Mi        | Do        | Fr        | Sa        | So        |
| --------- | --------- | --------- | --------- | --------- | --------- | --------- | --------- |
| 36        | 1         | 2         | 3         | 4         | 5         | 6         | 7         |
| 37        | 8         | 9         | 10        | 11        | 12        | 13        | 14        |
| 38        | 15        | 16        | 17        | 18        | 19        | 20        | 21        |
| 39        | 22        | 23        | 24        | 25        | 26        | 27        | 28        |
| 40        | 29        | 30        |           |           |           |           |           |

| Oktober | Oktober | Oktober | Oktober | Oktober | Oktober | Oktober | Oktober |
| Kw      | Mo      | Di      | Mi      | Do      | Fr      | Sa      | So      |
| ------- | ------- | ------- | ------- | ------- | ------- | ------- | ------- |
| 40      |         |         | 1       | 2       | 3       | 4       | 5       |
| 41      | 6       | 7       | 8       | 9       | 10      | 11      | 12      |
| 42      | 13      | 14      | 15      | 16      | 17      | 18      | 19      |
| 43      | 20      | 21      | 22      | 23      | 24      | 25      | 26      |
| 44      | 27      | 28      | 29      | 30      | 31      |         |         |

| November | November | November | November | November | November | November | November |
| Kw       | Mo       | Di       | Mi       | Do       | Fr       | Sa       | So       |
| -------- | -------- | -------- | -------- | -------- | -------- | -------- | -------- |
| 44       |          |          |          |          |          | 1        | 2        |
| 45       | 3        | 4        | 5        | 6        | 7        | 8        | 9        |
| 46       | 10       | 11       | 12       | 13       | 14       | 15       | 16       |
| 47       | 17       | 18       | 19       | 20       | 21       | 22       | 23       |
| 48       | 24       | 25       | 26       | 27       | 28       | 29       | 30       |

| Dezember | Dezember | Dezember | Dezember | Dezember | Dezember | Dezember | Dezember |
| Kw       | Mo       | Di       | Mi       | Do       | Fr       | Sa       | So       |
| -------- | -------- | -------- | -------- | -------- | -------- | -------- | -------- |
| 49       | 1        | 2        | 3        | 4        | 5        | 6        | 7        |
| 50       | 8        | 9        | 10       | 11       | 12       | 13       | 14       |
| 51       | 15       | 16       | 17       | 18       | 19       | 20       | 21       |
| 52       | 22       | 23       | 24       | 25       | 26       | 27       | 28       |
| 1        | 29       | 30       | 31       |          |          |          |          |

| Januar | Januar | Januar | Januar | Januar | Januar | Januar | Januar |
| Kw     | Mo     | Di     | Mi     | Do     | Fr     | Sa     | So     |
| ------ | ------ | ------ | ------ | ------ | ------ | ------ | ------ |
| 1      |        |        | 1      | 2      | 3      | 4      | 5      |
| 2      | 6      | 7      | 8      | 9      | 10     | 11     | 12     |
| 3      | 13     | 14     | 15     | 16     | 17     | 18     | 19     |
| 4      | 20     | 21     | 22     | 23     | 24     | 25     | 26     |
| 5      | 27     | 28     | 29     | 30     | 31     |        |        |

| Februar | Februar | Februar | Februar | Februar | Februar | Februar | Februar |
| Kw      | Mo      | Di      | Mi      | Do      | Fr      | Sa      | So      |
| ------- | ------- | ------- | ------- | ------- | ------- | ------- | ------- |
| 5       |         |         |         |         |         | 1       | 2       |
| 6       | 3       | 4       | 5       | 6       | 7       | 8       | 9       |
| 7       | 10      | 11      | 12      | 13      | 14      | 15      | 16      |
| 8       | 17      | 18      | 19      | 20      | 21      | 22      | 23      |
| 9       | 24      | 25      | 26      | 27      | 28      |         |         |

| März | März | März | März | März | März | März | März |
| Kw   | Mo   | Di   | Mi   | Do   | Fr   | Sa   | So   |
| ---- | ---- | ---- | ---- | ---- | ---- | ---- | ---- |
| 9    |      |      |      |      |      | 1    | 2    |
| 10   | 3    | 4    | 5    | 6    | 7    | 8    | 9    |
| 11   | 10   | 11   | 12   | 13   | 14   | 15   | 16   |
| 12   | 17   | 18   | 19   | 20   | 21   | 22   | 23   |
| 1    | 24   | 25   | 26   | 27   | 28   | 29   | 30   |
| 14   | 31   |      |      |      |      |      |      |

| April | April | April | April | April | April | April | April |
| Kw    | Mo    | Di    | Mi    | Do    | Fr    | Sa    | So    |
| ----- | ----- | ----- | ----- | ----- | ----- | ----- | ----- |
| 14    |       | 1     | 2     | 3     | 4     | 5     | 6     |
| 15    | 7     | 8     | 9     | 10    | 11    | 12    | 13    |
| 16    | 14    | 15    | 16    | 17    | 18    | 19    | 20    |
| 17    | 21    | 22    | 23    | 24    | 25    | 26    | 27    |
| 18    | 28    | 29    | 30    |       |       |       |       |

| Mai | Mai | Mai | Mai | Mai | Mai | Mai | Mai |
| Kw  | Mo  | Di  | Mi  | Do  | Fr  | Sa  | So  |
| --- | --- | --- | --- | --- | --- | --- | --- |
| 18  |     |     |     | 1   | 2   | 3   | 4   |
| 19  | 5   | 6   | 7   | 8   | 9   | 10  | 11  |
| 20  | 12  | 13  | 14  | 15  | 16  | 17  | 18  |
| 21  | 19  | 20  | 21  | 22  | 23  | 24  | 25  |
| 22  | 26  | 27  | 28  | 29  | 30  | 31  |     |

| Juni | Juni | Juni | Juni | Juni | Juni | Juni | Juni |
| Kw   | Mo   | Di   | Mi   | Do   | Fr   | Sa   | So   |
| ---- | ---- | ---- | ---- | ---- | ---- | ---- | ---- |
| 22   |      |      |      |      |      |      | 1    |
| 23   | 2    | 3    | 4    | 5    | 6    | 7    | 8    |
| 24   | 9    | 10   | 11   | 12   | 13   | 14   | 15   |
| 25   | 16   | 17   | 18   | 19   | 20   | 21   | 22   |
| 26   | 23   | 24   | 25   | 26   | 27   | 28   | 29   |
| 27   | 30   |      |      |      |      |      |      |

| Juli | Juli | Juli | Juli | Juli | Juli | Juli | Juli |
| Kw   | Mo   | Di   | Mi   | Do   | Fr   | Sa   | So   |
| ---- | ---- | ---- | ---- | ---- | ---- | ---- | ---- |
| 27   |      | 1    | 2    | 3    | 4    | 5    | 6    |
| 2    | 7    | 8    | 9    | 10   | 11   | 12   | 13   |
| 29   | 14   | 15   | 16   | 17   | 18   | 19   | 20   |
| 30   | 21   | 22   | 23   | 24   | 25   | 26   | 27   |
| 31   | 28   | 29   | 30   | 31   |      |      |      |

| August | August | August | August | August | August | August | August |
| Kw     | Mo     | Di     | Mi     | Do     | Fr     | Sa     | So     |
| ------ | ------ | ------ | ------ | ------ | ------ | ------ | ------ |
| 31     |        |        |        |        | 1      | 2      | 3      |
| 32     | 4      | 5      | 6      | 7      | 8      | 9      | 10     |
| 33     | 11     | 12     | 13     | 14     | 15     | 16     | 17     |
| 34     | 18     | 19     | 20     | 21     | 22     | 23     | 24     |
| 35     | 25     | 26     | 27     | 28     | 29     | 30     | 31     |

| September | September | September | September | September | September | September | September |
| Kw        | Mo        | Di        | Mi        | Do        | Fr        | Sa        | So        |
| --------- | --------- | --------- | --------- | --------- | --------- | --------- | --------- |
| 36        | 1         | 2         | 3         | 4         | 5         | 6         | 7         |
| 37        | 8         | 9         | 10        | 11        | 12        | 13        | 14        |
| 38        | 15        | 16        | 17        | 18        | 19        | 20        | 21        |
| 39        | 22        | 23        | 24        | 25        | 26        | 27        | 28        |
| 40        | 29        | 30        |           |           |           |           |           |

| Oktober | Oktober | Oktober | Oktober | Oktober | Oktober | Oktober | Oktober |
| Kw      | Mo      | Di      | Mi      | Do      | Fr      | Sa      | So      |
| ------- | ------- | ------- | ------- | ------- | ------- | ------- | ------- |
| 40      |         |         | 1       | 2       | 3       | 4       | 5       |
| 41      | 6       | 7       | 8       | 9       | 10      | 11      | 12      |
| 42      | 13      | 14      | 15      | 16      | 17      | 18      | 19      |
| 43      | 20      | 21      | 22      | 23      | 24      | 25      | 26      |
| 44      | 27      | 28      | 29      | 30      | 31      |         |         |

| November | November | November | November | November | November | November | November |
| Kw       | Mo       | Di       | Mi       | Do       | Fr       | Sa       | So       |
| -------- | -------- | -------- | -------- | -------- | -------- | -------- | -------- |
| 44       |          |          |          |          |          | 1        | 2        |
| 45       | 3        | 4        | 5        | 6        | 7        | 8        | 9        |
| 46       | 10       | 11       | 12       | 13       | 14       | 15       | 16       |
| 47       | 17       | 18       | 19       | 20       | 21       | 22       | 23       |
| 48       | 24       | 25       | 26       | 27       | 28       | 29       | 30       |

| Dezember | Dezember | Dezember | Dezember | Dezember | Dezember | Dezember | Dezember |
| Kw       | Mo       | Di       | Mi       | Do       | Fr       | Sa       | So       |
| -------- | -------- | -------- | -------- | -------- | -------- | -------- | -------- |
| 49       | 1        | 2        | 3        | 4        | 5        | 6        | 7        |
| 50       | 8        | 9        | 10       | 11       | 12       | 13       | 14       |
| 51       | 15       | 16       | 17       | 18       | 19       | 20       | 21       |
| 52       | 22       | 23       | 24       | 25       | 26       | 27       | 28       |
| 1        | 29       | 30       | 31       |          |          |          |          |

Das Jahr 2025 ist das momentan laufende Jahr. Es begann an einem Mittwoch und endet ebenfalls wieder an einem Mittwoch.

## Ereignisse

### Politik und Weltgeschehen
- 01. Januar: Karin Keller-Sutter tritt turnusgemäß das Amt der Bundespräsidentin der Schweiz an.
- 01. Januar: Rumänien und Bulgarien treten vollständig dem Schengen-Raum bei.[1][2]
- 01. Januar: In Österreich wird das Gesetz zur Verpfandung von Einweg-Plastikflaschen und Getränkedosen eingeführt.
- 01. Januar: In Deutschland tritt die Grundsteuerreform in Kraft.
- 01. Januar: In Deutschland wird der Mindestlohn von 12,41 auf 12,82 Euro pro Stunde erhöht.
- 01. Januar: Polen übernimmt im 1. Halbjahr 2025 die Ratspräsidentschaft in der EU.
- 01. Januar: Liechtenstein ist das 39. Land, das die gleichgeschlechtliche Ehe einführt.[3]
- 01. Januar: Die Ukraine stoppt den Transport russischer Gaslieferungen durch das Land, nachdem ein fünfjähriger Transitvertrag ausgelaufen ist.[4] Außerdem wird sie Vertragsstaat des Internationalen Strafgerichtshofs.[5]
- 01. Januar: Bei einem Fahrzeugattentat in New Orleans, Louisiana (USA), werden mindestens 15 Personen und der Täter getötet und 35 weitere verletzt.[6]
- 01. Januar: Bei einem Schusswaffenangriff in Cetinje, Montenegro, sterben mindestens zehn Menschen.[7]
- 04. Januar: Karl Nehammer verkündet seinen Rücktritt als österreichischer Bundeskanzler und ÖVP-Vorsitzender, nachdem die Koalitionsverhandlungen mit der SPÖ sowie den NEOS gescheitert waren.[8]
- 06. Januar: Justin Trudeau kündigt seinen Rücktritt als Vorsitzender der Liberalen Partei und als Premierminister an.
- 08. Januar: Bei einem Angriff auf den Präsidentenpalast in N’Djamena, der Hauptstadt des Tschad, werden 18 bewaffnete Männer und ein Soldat getötet.
- 09. Januar: General Joseph Khalil Aoun wird vom libanesischen Parlament zum Präsidenten des Libanon gewählt. Damit endet das Machtvakuum im Libanon, das über zwei Jahre angedauert hat.[9]
- 10. Januar: Der designierte US-Präsident Donald Trump wird in seinem New Yorker Schweigegeldverfahren wegen 34 Fälschungsfällen von Geschäftsunterlagen zu einer „bedingungslosen Entlassung“ verurteilt.[10]
- 10. Januar: Der amtierende venezolanische Präsident Nicolás Maduro wird inmitten einer anhaltenden Krise nach umstrittenen Wahlen im Land für eine dritte Amtszeit als Präsident vereidigt.
- 10. Januar: Nach Karl Nehammers Rücktritt wird Alexander Schallenberg von Bundespräsident Alexander Van der Bellen beauftragt, in der vorübergehenden Bundesregierung die Funktion des Bundeskanzlers zu übernehmen.
- 12. Januar: Die zweite Runde der kroatischen Präsidentschaftswahlen 2024/25 findet statt und Zoran Milanović wird für eine zweite Amtszeit gewählt.
- 15. Januar: Hamas und Israel einigen sich auf eine Waffenruhe und die Freilassung von Geiseln.
- 15. Januar: Bundesrätin Viola Amherd, Vorsteherin des Eidgenössischen Departements für Verteidigung, Bevölkerungsschutz und Sport, gibt den Rücktritt aus dem Bundesrat per Ende März 2025 bekannt.
- 19. Januar: Die Waffenruhe zwischen Hamas und Israel tritt in Kraft, infolgedessen verlässt die Partei Otzma Jehudit die Koalition von Ministerpräsident Netanjahu. Einzelne Geiseln wurden infolge des Abkommens freigelassen.
- 20. Januar: Amtseinführung von Donald Trump als 47. Präsident der Vereinigten Staaten und offizieller Amtsantritt des Kabinetts Trump II.
- 22. Januar: Die gleichgeschlechtliche Ehe wird in Thailand legalisiert.[11]
- 22. Januar: Bei einem Messerangriff in Aschaffenburg sterben ein Kind und ein Erwachsener, drei weitere Menschen werden schwer verletzt.
- 26. Januar: Bei der weder als frei noch fair geltenden Präsidentschaftswahl in Belarus wurde Aljaksandr Lukaschenka für eine siebte Amtszeit gewählt.
- 03. Februar: Kurz vor Inkrafttreten der 25 %-Zölle auf mexikanische und kanadische Importe einigen sich die beiden Länder mit der US-Regierung auf einen 30-tägigen Aufschub, im Gegenzug kündigen sie dafür einen verstärkten Grenzschutz an.[12]
- 04. Februar: Einfuhrzölle von 10 % auf Importe aus China treten in den USA in Kraft.
- 04. Februar: Auf dem Campus Risbergska in der schwedischen Stadt Örebro findet ein Amoklauf statt bei dem elf Menschen, einschließlich des Täters, erschossen werden.
- 13. Februar: Bei einem islamistischen Anschlag in München fährt ein Afghane mit seinem Auto in eine Demonstration der Gewerkschaft ver.di. 39 Menschen werden dabei teils schwer verletzt. Zwei Tage später erliegen eine Frau und ihr zweijähriges Kind ihren Verletzungen.
- 15. Februar: Bei einem Messerangriff in Villach wird ein 14-Jähriger von einem islamistischen Attentäter getötet und 5 Menschen schwer verletzt.
- 23. Februar: Wahl zum 21. Deutschen Bundestag. CDU und CSU werden mit 28,5 Prozent der Zweitstimmen stärkste Kraft, während die AfD erstmals bei einer Bundestagswahl mehr als 20 Prozent der Stimmen erhält.
- März: Die ÖVP bildet zusammen mit der SPÖ und NEOS die Bundesregierung Stocker. Neuer Bundeskanzler wird Christian Stocker.
- 02. März: Bei der Bürgerschaftswahl in Hamburg wird die SPD mit 33,5 Prozent der Landesstimmen trotz Verlusten stärkste Kraft.
- 03. März: Bei einer Amokfahrt in der Mannheimer Fußgängerzone überfährt ein Mann zwei Passanten und elf Menschen werden teils schwer verletzt.
- 04. März: Die zuvor verschobenen Zölle in Höhe von 25 % auf US-Importe aus Mexiko und Kanada treten kurzzeitig in Kraft. Weiterhin werden die Zölle auf chinesische Waren um 10 % erhöht.[13]
- 12. März: Bei den Bundesratswahlen 2025 zur Nachfolge von Viola Amherd wird der Zuger Gesundheitsdirektor Martin Pfister in den Bundesrat gewählt.
- 18. März: Der Deutsche Bundestag beschließt die Lockerung der Schuldenbremse und die Einrichtung eines Sondervermögens Infrastruktur von 500 Milliarden Euro.
- 25. März: Der 21. Deutsche Bundestag tritt zur konstituierenden Sitzung zusammen, womit die Amtszeit der Bundesregierung (Kabinett Scholz) endet, sie aber geschäftsführend im Amt bleibt.
- 02. April: Großbritannien führt für die Einreise von EU-Bürgern das ETA-Visum ein, für Nicht-EU-Bürger schon ab dem 8. Januar.[14]
- 02. April: Bei einem von ihm deklarierten „Liberation Day“ kündigt Donald Trump weitreichende Zöllerhöhungen an. So sollen unter anderen die ab dem 9. April geltenden Zölle für die Europäische Union 20 Prozent und die für China 34 Prozent betragen. Infolgedessen brechen weltweit Aktienkurse ein.[15]
- 09. April: CDU, CSU und SPD einigen sich auf einen Koalitionsvertrag; dieser trägt den Titel „Verantwortung für Deutschland“.
- 09. April: Mit Ausnahme Chinas, für das er die Zölle erneut erhöht, senkt US-Präsident Trump die höheren Zölle von anderen Ländern für 90 Tage auf pauschale 10 %.
- 21. April: Papst Franziskus stirbt im Alter von 88 Jahren.
- 22. April: Bei einem Terroranschlag in der Region Kaschmir auf Touristen sterben 26 Menschen.
- 01. Mai: Bilder für Personalausweise und Reisepässe in Deutschland werden nur noch elektronisch gefertigt[16]
- 01. Mai: Es ist in Deutschland nun erlaubt, Doppelnachnamen mit und ohne Bindestrich für beide Ehepartner zu tragen, zudem ist das Führen weiblicher Nachnamensendungen von sorbischen Familiennamen möglich[17]
- 06. Mai: Friedrich Merz wird im Deutschen Bundestag im zweiten Wahlgang zum zehnten Bundeskanzler der Bundesrepublik Deutschland gewählt; am selben Tag beginnt damit auch die Amtszeit der neuen Bundesregierung.
- 07. Mai: An den deutschen Grenzen werden von nun an auch Asylsuchende grundsätzlich zurückgewiesen.[18] Ausnahmen gelten für Kinder, Schwangere und vulnerable Gruppen wie Behinderte oder Schwerstkranke.
- 08. Mai: Robert Francis Prevost wird vom Konklave zum neuen Papst gewählt; er nimmt den Papstnamen Leo XIV. an.
- 10. Mai: Pakistan und Indien einigen sich nach militärischen Auseinandersetzungen in den vorherigen Tagen auf eine Waffenruhe.
- 18. Mai: Bei der Stichwahl der Präsidentschaftswahl in Rumänien setzt sich Nicușor Dan gegen George Simion durch.
- 01. Juni: Die Stichwahl der Präsidentschaftswahl in Polen gewinnt Karol Nawrocki gegen seinen Kontrahenten Rafał Trzaskowski.
- 04. Juni: Durch den Austritt der PVV, veranlasst durch Geert Wilders, zerbricht die Koalition des Kabinettes Schoof in den Niederlanden.
- 07. Juni: Nach Razzien der Einwanderungsbehörde kommt es in Los Angeles zu gewalttätigen Protesten. Infolgedessen schickt Präsident Trump entgegen dem Willen des Bundesstaates Kalifornien die Nationalgarde in die Stadt.
- 10. Juni: Bei einem Amoklauf in Graz werden neun Schüler und eine Lehrerin getötet und elf Menschen verletzt. Der Täter beging Suizid.
- 13. Juni: Im Zuge der Operation Rising Lion greift Israel Ziele im Iran an.
- 22. Juni: Die USA greifen in den israelisch-iranischen Konflikt mit Luftangriffen auf Bunker des iranischen Atomprogrammes aktiv ein.
- 25. Juni: Zwischen Israel und dem Iran tritt ein Waffenstillstand in Kraft.[19]

- 01. Juli: Dänemark übernimmt im 2. Halbjahr 2025 die Ratspräsidentschaft in der EU
- 01. Juli: Die thailändische Ministerpräsidentin Paetongtarn Shinawatra ist im Zusammenhang mit dem Grenzkonflikt zwischen Kambodscha und Thailand ihres Amtes enthoben worden.
- 13. Juli: Kämpfe in as-Suwaida im Süden Syriens eskalieren zwischen Drusen, Beduinen und den Streitkräften Syriens.
- 28. Juli: Kambodscha und Thailand einigen sich nach tagelangen Kämpfen auf eine Waffenruhe.
- 07. August: Die Rechtswissenschaftlerin Frauke Brosius-Gersdorf zieht ihre Kandidatur für das Verfassungsgericht nach wochenlangen Debatten zurück.
- 07. August: Deutschland stoppt die Rüstungsexporte an Israel für Waffen die im Gazastreifen verwendet werden könnten, nachdem Israel die Einnahme von Gaza angekündigt hatte.[20]

- 11. August: Donald Trump ordnet den Einsatz der Nationalgarde in der Hauptstadt Washington, D.C. an und stellt die Stadtpolizei unter Bundeskontrolle.[21]

### Wetter und Katastrophen
- 07. Januar: Bei einem Erdbeben in Tibet mit einer Stärke von 7,1 Mw kommen mehr als 120 Menschen ums Leben.
- 07. Januar: Los Angeles: Mehrere Waldbrände fordern mindestens 30 Todesopfer und mehr als 12.000 Gebäude werden zerstört.[22] Mindestens 200.000 Personen werden evakuiert.[23]
- 16. Februar: Unwetter in den Vereinigten Staaten fordern mehrere Menschenleben. Betroffen sind mehrere Bundesstaaten, unter anderem Kentucky, Tennessee, Georgia, Virginia und West Virginia.
- 26. März: Die schwersten Waldbrände in der Geschichte Südkoreas fordern mindestens 28 Menschenleben.
- 28. März: Schweres Erdbeben der Stärke 7,7 Mw in Myanmar und Thailand.
- 23. April: Ein heftiges Erdbeben der Stärke 6,2 Mw erschüttert Istanbul und Umgebung. Weitere Nachbeben sind erfolgt, eines mit einer Stärke von 4,6 Mw.
- 28. April: Gegen Mittag kommt es zu einem Stromausfall auf der Iberischen Halbinsel, welcher erst am nächsten Morgen wieder vollständig behoben war.
- 28. Mai: Bei dem Bergsturz von Blatten werden weite Teile des zuvor evakuierten Dorfes Blatten in der Schweiz durch eine Schutt- und Eislawine verschüttet.
- 29. Mai: Bei Überflutungen der Stadt Mokwa in Nigeria kommen mindestens 200 Menschen ums Leben.
- Seit Ende Juni werden weite Teile Europas von einer außergewöhnlich langen Hitzewelle mit extremer Trockenheit heimgesucht.
- 04. Juli: Mindestens 129 Menschen kommen bei Sturzfluten des Guadalupe Rivers ums Leben.
- 20. Juli: Mindestens 14 Menschen sterben bei Überflutungen in Süd-Korea.[24]
- 30. Juli: Ein Erdbeben vor Kamtschatka ist mit einer Stärke von 8,8 das schwerste Erdbeben seit dem Tōhoku-Erdbeben 2011 und verursacht Tsunamiwellen von bis zu fünf Meter Höhe, welche die Küste erreichen.

### Wissenschaft und Technik
- 01. Januar: Das Applied Physics Laboratory empfängt Parker-Solar-Probe-Messdaten, die zeigen, dass die Raumsonde den Eintritt in die Hitze der Sonnen-Korona unbeschadet überstanden hat und alle Instrumente einwandfrei funktionieren, wobei sich die Sonde mit über 690.000 km/h schneller bewegt als bisher jegliches von Menschen hergestellte Objekt.
- 15. Januar: Das Weltraumteleskop Gaia der Europäischen Weltraumorganisation beendet nach über zehn Jahren der Datensammlung seine Kartierung der Milchstraße.
- 16. Januar: Materialwissenschaftler bei Microsoft veröffentlichen Einzelheiten zu dem neuen KI-Werkzeug MatterGen, das mithilfe generativer Modelle die Entwicklung neuer Werkstoffe unterstützt.[25][26]
- 29. Januar: Die Europäische Weltraumorganisation berichtet, mit der aktiven Beobachtung der Flugbahn des Asteroiden 2024 YR4 zu beginnen, da eine Wahrscheinlichkeit von ca. 1 % festgestellt wurde, mit welcher der Asteroid im Jahr 2032 auf der Erde einschlagen könnte, wobei mit einer Änderung der Wahrscheinlichkeit in der Folgezeit zu rechnen sei.[27]
- 16. Februar: Erstbeschreibung von Bastetodon, einer 1999 in Ägypten gefundenen Hyaenodonta-Art, durch das Team um den Paläontologen Shorouq F. Al-Ashqar im Journal of Vertebrate Paleontology.
- 20. Februar: Bestätigung, dass das 2022 entdeckte ägyptische Grab tatsächlich das Grab des Pharaos Thutmosis II. ist, womit es sich um den ersten Fund eines ägyptischen Königsgrabes seit Tutanchamun im Jahr 1922 handelt.[28]
- 02. März: Die Landefähre Blue Ghost des US-Unternehmens Firefly Aerospace landet auf dem Mond.[29]
- 06. März: Bei der zweiten Mondlandung des Raumfahrtunternehmens Intuitive Machines kippt der Lander namens Athena wie sein Vorgänger Odysseus ebenfalls um.[30] Aufgrund der Schräglage endet die Mission schon 13 Stunden nach der Landung.[31]
- 29. März: Partielle Sonnenfinsternis
- 31. März: Einem Bericht der Cornell University zufolge hat das neue generative große Sprachmodell GPT-4.5 von OpenAI den Turing-Test bestanden, demzufolge das KI-System fähig sein soll für Menschen nicht unterscheidbar „menschlich“ kommunizieren zu können.[32]
- 13. April – 13. Oktober: Expo in Osaka, Japan
- 17. April: Nach neueren Beobachtungsdaten soll die Atmosphäre von K2-18b, einem 124 Lichtjahre entfernten Exoplanet, große Mengen an Dimethylsulfid und Dimethyldisulfid – zwei Verbindungen, von denen man auf der Erde nur weiß, dass sie von Leben produziert werden, enthalten.[33]
- 30. April: Das Minor Planet Center berichtet von zwei weiteren Jupitermonden, womit die Liste der Jupitermonde nunmehr 97 Monde umfasst.[34]
- 20. Mai: In Paris beginnt eine Jubiläumsfeier für den 150sten Jahrestag der Gründung des Internationalen Büros für Maß und Gewicht, welches eine bedeutende Rolle bei der Schaffung und Etablierung heute international geltender Maßeinheiten spielte.[35]
- 02. Juni: Neue Simulationen zeigen, dass die Andromeda-Milchstraßen-Kollision nur noch eine Eintrittswahrscheinlichkeit von 50 % innerhalb der nächsten 10 Milliarden Jahre hat.[36]
- 05. Juni: Der Mondlander Hakuto-R M2 der japanischen Firma iSpace zerschellt beim Landeanflug auf dem Mond.
- 20. Juni: EU-weite Einführung der Ökodesign-Verordnung für Smartphones und Tablets[37]

### Schwere Unglücksfälle
- 21. Januar: Bei einem Brand in einem Hotel in einem türkischen Skigebiet in der Provinz Bolu sterben mindestens 79 Menschen.[38]
- 29. Januar: Eine Passagiermaschine des American-Airlines-Fluges 5342 kollidiert beim Landeanflug auf den Ronald Reagan Washington National Airport mit einem Militärhelikopter. Beide Maschinen stürzen infolgedessen in den Potomac River; es gibt keine Überlebenden.
- 08. April: Bei einem Einsturz des Daches eines Nachtclubs in der Dominikanische Republik sterben 232 Menschen.[39]
- 18. April: In der Nähe der italienischen Großstadt Neapel stürzt die Gondel einer Seilbahn ab, vier Menschen kommen ums Leben. Offenbar war das Zugseil gerissen. Die Insassen einer zweiten Gondel mussten abgeseilt werden.[40]
- 12. Juni: Beim Start vom Flughafen Ahmedabad (Indien) aus kam es zum Absturz einer Boeing 787-8 auf ein Studentenwohnheim. Bis auf einen Passagier stirbt die gesamte 242-köpfige Flugbesatzung und zusätzlich mindestens 30 Menschen auf dem Boden.
- 20. Juli: Bei einem Bootsunglück in der Halong-Bucht in Vietnam sind mindestens 38 Menschen ums Leben gekommen.
- 21. Juli: Bei dem Absturz einer Chengdu J-7 über Dhaka stürzt ein Trainingsjet des Militärs kurz nach dem Start in eine Schule, von den 34 Opfern sind der Großteil Kinder.
- 24. Juli: Im Osten von Russland sterben 48 Menschen beim Absturz des Angara-Airlines-Fluges 2311.
- 27. Juli: Bei einem Eisenbahnunfall in Riedlingen entgleist ein Regional-Express, wodurch drei Menschen sterben und 25 Menschen schwer verletzt werden.

### Religion
- Heiliges Jahr bzw. Jubeljahr der römisch-katholischen Kirche
- 06. Januar Epiphanias
- 06. / 7. Januar: orthodoxes Weihnachtsfest
- 14.–18. Januar Pongal
- 14.–18. Januar Makar Sankranti
- 26. Januar Nacht der Himmelsreise
- 02. Februar Darstellung des Herrn
- 13. Februar Tu Bischwat
- 01.–30. März: Ramadan
- 05. März Aschermittwoch
- 13.–14. März Holi
- 14. März Purim
- 20. März Nouruz
- 25. März Verkündigung des Herrn
- 26. März: Nacht der Bestimmung
- 30. März – 1. April Fest des Fastenbrechens
- 13.–20. April: Pessach
- 13. April Palmsonntag
- 17. April Gründonnerstag
- 18. April: Karfreitag
- 20.–21. April: Ostern, gleichzeitig mit den orthodoxen Kirchen
- 30. April – 4. Mai: 39. Deutscher Evangelischer Kirchentag in Hannover
- 23. Mai: Vesakh
- 29. Mai: Christi Himmelfahrt
- 02.–3. Juni Schawuot
- 06.–9. Juni: Islamisches Opferfest
- 08.–9. Juni: Pfingsten
- 19. Juni: Fronleichnam
- 05. Juli: Aschura
- 15. August: Mariä Himmelfahrt
- 23.–24. September: Rosch ha-Schana
- 02. Oktober: Jom Kippur
- 03. Oktober: Tag der offenen Moschee
- 07.–13. Oktober: Sukkot
- 14. Oktober: Schmini Azeret
- 15. Oktober: Simchat Tora
- 21. Oktober: Diwali
- 31. Oktober: Gedenktag der Reformation
- 01. November: Allerheiligen
- 19. November: Buß- und Bettag
- 15.–22. Dezember: Chanukka
- 25.–26. Dezember: Weihnachten

### Sport
- 14. Januar bis 2. Februar: Handball-Weltmeisterschaft der Männer in Kroatien, Dänemark und Norwegen
- 04. bis 16. Februar: Alpine Skiweltmeisterschaften in Saalbach-Hinterglemm
- 09. Februar: Super Bowl LIX im Caesars Superdome in New Orleans, Louisiana
- 19. Februar bis 9. März: ICC Champions Trophy
- 16. März bis 7. Dezember: Formel-1-Weltmeisterschaft
- 09. bis 25. Mai: Eishockey-Weltmeisterschaft der Herren in Stockholm und Herning
- 31. Mai: Finale der UEFA Champions League in der Allianz Arena München
- 11. bis 28. Juni: U-21-Fußball-Europameisterschaft der Männer in der Slowakei
- 14. Juni: Südafrika gewinnt das Finale der dritten ICC World Test Championship gegen Australien mit fünf Wickets.
- 15. Juni bis 13. Juli: FIFA-Klub-Weltmeisterschaft in den Vereinigten Staaten
- 02. bis 27. Juli: Fußball-Europameisterschaft der Frauen in der Schweiz
- 05. bis 27. Juli: Tour de France von Lille bis Paris
- 26. Juli bis 3. August: Tour de France der Frauen von Vannes nach Châtel
- 07. bis 17. August: World Games in Chengdu in der Volksrepublik China
- 22. August bis 27. September: Frauen-Rugby-Union-Weltmeisterschaft in England
- 07. September: ELF Championship Game in Stuttgart
- 30. September bis 2. November: Women’s Cricket World Cup in Indien
- 27. November bis 14. Dezember: Handball-Weltmeisterschaft der Frauen in Deutschland und den Niederlanden
- 21. Dezember: Beginn des Afrika-Cups (bis 18. Januar 2026)

### Bereits feststehende Ereignisse
- 11. September: Bundesweiter Warntag in Deutschland
- 14. September: Kommunalwahl in NRW
- 21. September: Partielle Sonnenfinsternis[41]
- 14. Oktober: Support-Ende von Microsofts Betriebssystem Windows 10 (22H2) für 32 Millionen Privatanwender in Deutschland[42]
- 26. Oktober: Beginn der Winterzeit/Normalzeit

### Voraussichtliche Ereignisse
- Norwegen plant keine neuen Kraftfahrzeuge mit Verbrennungsmotor mehr zuzulassen
- Das Telekommunikationsunternehmen Starlink wird eigenen Angaben zufolge im Jahr 2025 massentaugliches Satelliteninternet für gewöhnliche Smartphones freischalten[43][44]

## Gedenktage
- um Neujahr: 800. Geburtstag Thomas von Aquin
- 21. Januar: 500 Jahre erste Taufe der Täuferbewegung
- 26. Januar: 100. Geburtstag des US-amerikanischen Schauspielers Paul Newman
- 30. Januar: 100. Geburtstag des US-amerikanischen Informatikers Douglas C. Engelbart
- 04. Februar: 100. Todestag des deutschen Architekten und Archäologen Robert Koldewey
- 08. Februar: 300. Todestag des Zaren von Russland Peter I.
- 08. Februar: 100. Geburtstag des US-amerikanischen Schauspielers Jack Lemmon
- 28. Februar: 100. Todestag des deutschen Politikers und Reichspräsidenten Friedrich Ebert
- 16. März: 100. Geburtstag des mexikanischen Chemikers Luis E. Miramontes
- 27. März: 400. Todestag des englischen und schottischen Königs Jakob I.
- 30. März: 100. Todestag des österreichischen Autoren und Theosophen Rudolf Steiner
- 02. April: 300. Geburtstag des italienischen Schriftstellers und Abenteurers Giacomo Casanova
- 02. April: 100. Geburtstag des deutschen Fernsehshowmasters Hans Rosenthal
- 11. April: 200. Geburtstag des deutschen Politikers und Publizisten Ferdinand Lassalle
- 23. April: 500 Jahre Pfälzischer Bauernkrieg (Beginn)
- 04. Mai: 200. Geburtstag des britischen Biologen Thomas Henry Huxley
- 05. Mai: 500. Todestag des Kurfürsten von Sachsen Friedrich der Weise
- 19. Mai: 100. Geburtstag des US-amerikanischen Führers der Schwarzenbewegung Malcolm X
- 23. Mai: 900. Todestag des Römisch-deutschen Kaisers Heinrich V.
- 27. Mai: 500. Todestag des evangelischen Theologen und Revolutionärs Thomas Müntzer
- 03. Juni: 100. Geburtstag des US-amerikanischen Schauspielers Tony Curtis
- 08. Juni: 100. Geburtstag der US-amerikanischen First Lady Barbara Bush
- 28. Juni: 200. Geburtstag des deutschen Chemikers Emil Erlenmeyer
- 29. Juni: 100. Geburtstag des Italienischen Präsidenten und Politikers Giorgio Napolitano
- 21. Juli: 600. Todestag des byzantinischen Kaisers Manuel II.
- 28. Juli: 100. Geburtstag des deutschen Schauspielers Rolf Ludwig
- 01. August: 100. Geburtstag des österreichischen Schriftstellers Ernst Jandl
- 08. September: 100. Geburtstag des englischen Schauspielers Peter Sellers
- 09. Oktober: 100. Todestag des deutschen Juristen und Politikers Hugo Preuß
- 13. Oktober: 200. Todestag des bayerischen Königs Maximilian I.
- 13. Oktober: 100. Geburtstag der britischen Politikerin Margaret Thatcher
- 20. Oktober: 100. Geburtstag des deutschen Regisseurs Konrad Wolf
- 25. Oktober: 200. Geburtstag des Komponisten Johann Strauss (Sohn)
- 10. November: 100. Geburtstag des britischen Schauspielers Richard Burton
- 12. November: 100. Geburtstag des deutschen Schauspielers Heinz Schubert
- 16. November: 100. Geburtstag des deutschen Schauspielers Helmut Schreiber
- 17. November: 100. Geburtstag des US-amerikanischen Schauspielers Rock Hudson
- 17. November: 100. Geburtstag des deutschen Schauspielers Günter Naumann
- 17. November: 100. Geburtstag des deutschen Schauspielers Horst Naumann
- 01. Dezember: 200. Todestag des russischen Zaren Alexander I.
- 08. Dezember: 100. Geburtstag des US-amerikanischen Sängers und Schauspielers Sammy Davis, Jr.
- 15. Dezember: 1000. Todestag des byzantinischen Kaisers Basileios II.
- 19. Dezember: 100. Geburtstag der deutschen Schauspielerin Tana Schanzara
- 28. Dezember: 100. Geburtstag der deutschen Schauspielerin Hildegard Knef
- 29. Dezember: 200. Todestag des französischen Malers Jacques-Louis David
- 30. Dezember: 500. Todestag des deutschen Kaufmanns Jakob Fugger

## Jahrestage
- 500 Jahre: Deutscher Bauernkrieg
- 23. – 24. Februar: 500 Jahre der Schlacht bei Pavia
- 19. April: 250 Jahre Beginn des amerikanischen Unabhängigkeitskriegs
- 30. April: 50 Jahre Fall von Saigon (Ende des Vietnamkriegs)
- 08. Mai: 80 Jahre Ende des Zweiten Weltkriegs in Europa (VE-Day)
- 15. Mai: 500 Jahre der Schlacht bei Frankenhausen
- 20. Mai: 150 Jahre Meterkonvention
- 27. Mai: 150 Jahre Vereinigung der ADAV und der SDAP zur SAP (Umbenennung 1890 in SPD)
- 02. September: 80 Jahre Kriegsende 2. Weltkrieg (V-Day)
- 22. November: 50 Jahre Thronbesteigung von Juan Carlos I. in Spanien und Ende der Diktatur Francisco Francos († 20. November)
- 01. Dezember: 100 Jahre Unterzeichnung der Verträge von Locarno

## Jahreswidmungen
- 2. Internationales Jahr der Genossenschaften (UN)
- Internationales Jahr der Erhaltung der Gletscher (UN)

## Kulturelle Referenzen
- Der Film Red Planet spielt in diesem Jahr
- Der Film Repo Men spielt in diesem Jahr
- Das Computerspiel Call of Duty: Black Ops II spielt in diesem Jahr
- In der Handlung von der Videospielreihe Homefront griff 2025 die Nordkoreanische Volksarmee die USA an
- Der Roman Limit von Frank Schätzing spielt in diesem Jahr
- Briefmarken-Jahrgang 2025 der Bundesrepublik Deutschland

## Gestorben

### Januar
- 02. Januar: Ágnes Keleti, ungarisch-israelische Turnerin, Turntrainerin und Holocaust-Überlebende (* 1921)
- 05. Januar: Konstantinos Simitis, griechischer Politiker (* 1936)
- 07. Januar: Jean-Marie Le Pen, französischer Politiker (* 1928)
- 08. Januar: Rudolf Dreßler, deutscher Politiker (* 1940)
- 09. Januar: Manuel Elkin Patarroyo, kolumbianischer Immunologe (* 1946)
- 09. Januar: Otto Schenk, österreichischer Schauspieler, Kabarettist, Regisseur und Intendant (* 1930)
- 11. Januar: Klaus Beer, deutscher Jurist (* 1932)
- 14. Januar: Irmgard Furchner, deutsche KZ-Sekretärin (* 1925)
- 14. Januar: Hans Reichelt, deutscher Politiker (* 1925)
- 16. Januar: David Lynch, US-amerikanischer Künstler (* 1946)
- 16. Januar: Joan Plowright, britische Schauspielerin (* 1929)
- 16. Januar: Wolfgang Wesemann, deutscher Radrennfahrer (* 1949)
- 17. Januar: Denis Law, schottischer Fußballspieler (* 1940)
- 17. Januar: Punsalmaagiin Otschirbat, mongolischer Politiker (* 1942)
- 20. Januar: Harro Zimmer, deutscher Astronom, Raumfahrtexperte und Journalist (* 1935)
- 21. Januar: Mauricio Funes, salvadorianischer Politiker (* 1959)
- 22. Januar: Barry Goldberg, US-amerikanischer Bluesmusiker (* 1942)
- 23. Januar: Raban Graf von Westphalen, deutscher Politologe, Jurist und Hochschullehrer (* 1945)
- 24. Januar: Jaune Quick-to-See Smith, amerikanische indigene Künstlerin und Aktivistin (* 1940)
- 28. Januar: Rolf Benz, deutscher Unternehmer (* 1933)
- 29. Januar: Max Schautzer, österreichischer Moderator und Schauspieler (* 1940)
- 30. Januar: Marianne Faithfull, britische Sängerin und Schauspielerin (* 1946)
- 31. Januar: Eva Wenzel-Bürger, deutsche Illustratorin (* 1932)
- 00. Januar: Horst Janson, deutscher Schauspieler (* 1935)

### Februar
- 01. Februar: Gerd Edler von Löw, deutscher Brigadegeneral des Heeres (* 1939)
- 01. Februar: Horst Köhler, deutscher Politiker und Bundespräsident (* 1943)
- 03. Februar: Jürgen Schmude, deutscher Politiker und Kirchenfunktionär (* 1936)
- 04. Februar: Walter Fust, Schweizer Unternehmer (* 1941)
- 04. Februar: Karim Aga Khan IV., britischer Religionsführer (* 1936)
- 05. Februar: Elisabeth Vrba, südafrikanisch-US-amerikanische Paläontologin (* 1942)
- 08. Februar: Sam Nujoma, namibischer Freiheitskämpfer und Politiker (* 1929)
- 12. Februar: Manfred Bertele, deutscher Brigadegeneral (* 1938)
- 14. Februar: Geneviève Page, französische Schauspielerin (* 1927)
- 15. Februar: Gerhart Baum, deutscher Politiker und Rechtsanwalt (* 1932)
- 16. Februar: Kim Sae-ron, südkoreanische Schauspielerin (* 2000)
- ~18. Februar: Gene Hackman, US-amerikanischer Schauspieler (* 1930)
- 22. Februar: Hans van den Broek, niederländischer Politiker (* 1936)
- 24. Februar: Roberta Flack, US-amerikanische Sängerin (* 1937)
- 25. Februar: Roberto Orci, mexikanisch-US-amerikanischer Drehbuchautor und Filmproduzent (* 1973)
- 26. Februar: Michelle Trachtenberg, US-amerikanische Schauspielerin (* 1985)
- 28. Februar: Hans-Rüdiger Groß, deutscher Radsportler (* 1953)

### März
- 02. März: Bernhard Vogel, deutscher Politiker und Ministerpräsident (* 1932)
- 03. März: Antje-Katrin Kühnemann, deutsche Ärztin und Fernsehmoderatorin (* 1945)
- 07. März: Wolfgang Engel, deutscher Theaterregisseur und -intendant (* 1943)
- 09. März: Hans Peter Korff, deutscher Schauspieler und Hörspielsprecher (* 1942)
- 09. März: Akinori Nakayama, japanischer Kunstturner (* 1943)
- 12. März: Walter Schwimmer, österreichischer Politiker (* 1942)
- 12. März: Karin Lesch, deutsche Schauspielerin (* 1935)
- 13. März: Edgar Oehler, Schweizer Unternehmer und Politiker (* 1942)
- 14. März: Dag Solstad, norwegischer Schriftsteller (* 1941)
- 15. März: Peter Bichsel, Schweizer Schriftsteller (* 1935)
- 15. März: Doris Fitschen, deutsche Fußballspielerin (* 1968)
- ≤16. März: AnNa R., deutsche Sängerin und Texterin (* 1969)
- 16. März: Émilie Dequenne, belgische Schauspielerin (* 1981)
- 16. März: Dieter Süverkrüp, deutscher Liedermacher und Kabarettist (* 1934)
- 20. März: Eddie Jordan, irischer Automobilrennfahrer, Motorsportmanager und Formel-1-Teambesitzer (* 1948)
- 21. März: George Foreman, US-amerikanischer Boxer (* 1949)
- 22. März: Rolf Schimpf, deutscher Schauspieler (* 1924)
- 23. März: Max Frankel, US-amerikanischer Journalist (* 1930)
- 26. März: David Childs, US-amerikanischer Architekt (* 1941)
- 29. März: Richard Chamberlain, US-amerikanischer Schauspieler (* 1934)
- 30. März: Barbara Frischmuth, österreichische Schriftstellerin (* 1941)

### April
- 01. April: Val Kilmer, US-amerikanischer Schauspieler (* 1959)
- 02. April: Khamtay Siphandone, laotischer General und Politiker (* 1924)
- 03. April: Andreas Prinz von Sachsen-Coburg und Gotha, Oberhaupt des Hauses Sachsen-Coburg und Gotha (* 1943)
- 08. April: Manfred Schüler, deutscher Politiker (* 1932)
- 10. April: Ted Kotcheff, kanadischer Regisseur (* 1931)
- 13. April: Mario Vargas Llosa, peruanischer Schriftsteller, Politiker und Journalist (* 1936)
- 13. April: Richard Armitage, US-amerikanischer Diplomat und Politiker (* 1945)
- 14. April: Abdullah Ahmad Badawi, malaysischer Politiker (* 1939)
- 18. April: Henning Glawatz, deutscher Brigadegeneral (* 1949)
- 20. April: Werner Lorant, deutscher Fußballspieler und -trainer (* 1948)
- 21. April: Papst Franziskus, Oberhaupt der römisch-katholischen Kirche (* 1936)
- 21. April: Johanna Matz, österreichische Schauspielerin (* 1932)
- 23. April: Waltraut Haas, österreichische Schauspielerin und Sängerin (* 1927)
- 25. April: Peter Rapp, österreichischer Moderator, Fernsehunterhalter und Quizmaster (* 1944)
- 27. April: Urte Blankenstein, deutsche Schauspielerin (* 1943)
- 30. April: Jules Albert Wijdenbosch, surinamischer Politiker (* 1941)

### Mai
- 02. Mai: Alexandra Bellow, rumänisch-US-amerikanische Mathematikerin (* 1935)
- 03. Mai: Helmut Thoma, österreichischer Medienmanager (* 1939)
- 04. Mai: Jochen Mass, deutscher Automobilrennfahrer (* 1946)
- 04. Mai: Marianne Sayn-Wittgenstein-Sayn, österreichische Fotografin (* 1919)
- 07. Mai: Joe Don Baker, US-amerikanischer Schauspieler (* 1936)
- 07. Mai: Lothar Kolditz, deutscher Chemiker und Politiker (* 1929)
- 07. Mai: Xatar, deutscher Rapper (* 1981)
- 08. Mai: Peter Gougaloff, bulgarischer Opernsänger (* 1929)
- 09. Mai: Margot Friedländer, deutsche Holocaust-Überlebende (* 1921)
- 09. Mai: Nadja Abd el Farrag, deutsche Fernsehmoderatorin und Sängerin (* 1965)
- 12. Mai: Vlastimil Hort, tschechisch-deutscher Schachgroßmeister (* 1944)
- 13. Mai: José Mujica, uruguayischer Politiker (* 1935)
- 15. Mai: Wilhelm Höynck, deutscher Diplomat (* 1933)
- 20. Mai: Karl-Ulrich Meves, deutscher Schauspieler und Synchronsprecher (* 1928)
- 20. Mai: Trần Đức Lương, vietnamesischer Politiker (* 1937)
- 22. Mai: Alfredo Palacio, ecuadorianischer Politiker und Kardiologe (* 1939)
- 23. Mai: Sebastião Salgado, Fotograf und Umweltaktivist (* 1944)
- 24. Mai: Marcel Ophüls, deutsch-französischer Regisseur und Dokumentarfilmer (* 1927)
- 28. Mai: George Elwood Smith, US-amerikanischer Physiker; Nobelpreisträger (* 1930)

### Juni
- 03. Juni: Edmund White, US-amerikanischer Schriftsteller (* 1940)
- 05. Juni: Edgar Lungu, sambischer Politiker (* 1956)
- 08. Juni: Carlo von Tiedemann, deutscher Rundfunkredakteur sowie Rundfunk- und Fernsehmoderator (* 1943)
- 09. Juni: Georg Bautzmann, deutscher Brigadegeneral (* 1935)
- 10. Juni: Bujar Bukoshi, kosovarischer Politiker (* 1947)
- 10. Juni: Günther Uecker, deutscher Maler und Objektkünstler (* 1930)
- 10. Juni: Harris Yulin, US-amerikanischer Schauspieler (* 1937)
- 11. Juni: Brian Wilson, US-amerikanischer Musiker (* 1942)
- 13. Juni: Mohammad Bagheri, iranischer Offizier (* 1960)
- 14. Juni: Kay Zareh, deutscher Architekt und Stadtplaner (* 1943)
- 14. Juni: Melissa Hortman, US-amerikanische Politikerin (* 1970)
- 14. Juni: Violeta Barrios de Chamorro, nicaraguanische Politikerin (* 1929)
- 17. Juni: Léon Krier, luxemburgischer Architekt und Stadtplaner (* 1946)
- 20. Juni: Ivar Giaever, norwegisch-US-amerikanischer Physiker; Nobelpreisträger (* 1929)
- 21. Juni: Frederick W. Smith, US-amerikanischer Unternehmer (* 1944)
- 23. Juni: Lea Massari, italienische Schauspielerin (* 1933)
- 24. Juni: Alvaro Vitali, italienischer Schauspieler (* 1950)
- 26. Juni: Lalo Schifrin, argentinischer Filmkomponist (* 1932)
- 26. Juni: Monika Hansen, deutsche Schauspielerin (* 1942)
- 27. Juni: Hans-Joachim Queisser, deutscher Halbleiterphysiker (* 1931)
- 28. Juni: Jürgen Molsen, deutscher Brigadegeneral (* 1936)
- 29. Juni: Wolfgang Böhmer, deutscher Politiker (* 1936)
- 30. Juni: Michael Sommer, deutscher Gewerkschaftsfunktionär (* 1952)

### Juli
- 03. Juli: Diogo Jota, portugiesischer Fußballspieler (* 1996)
- 03. Juli: Anita Kupsch, deutsche Volksschauspielerin und Synchronsprecherin (* 1940)
- 03. Juli: Michael Madsen, US-amerikanischer Schauspieler (* 1957)
- 04. Juli: Mark Snow, US-amerikanischer Komponist (* 1946)
- 07. Juli: Heinrich Matthaei, deutscher Biochemiker (* 1929)
- 13. Juli: Muhammadu Buhari, nigerianischer General und Präsident (* 1942)
- 15. Juli: Martin Seifert, deutscher Schauspieler (* 1951)
- 16. Juli: Connie Francis, US-amerikanische Pop- und Schlagersängerin (* 1937)
- 16. Juli: Claus Peymann, deutscher Theaterregisseur (* 1937)
- 17. Juli: Felix Baumgartner, österreichischer Extremsportler (* 1969)
- 17. Juli: Udo Voigt, deutscher rechtsextremer Politiker (* 1952)
- 20. Juli: Malcolm-Jamal Warner, US-amerikanischer Schauspieler (* 1970)
- 22. Juli: Ozzy Osbourne, britischer Rockmusiker (* 1948)
- 24. Juli: Hulk Hogan, US-amerikanischer Wrestler (* 1953)
- 27. Juli: Horst Mahler, deutscher Rechtsanwalt, Linksterrorist und später holocaustleugnender Neonazi (* 1936)
- 28. Juli: Laura Dahlmeier, deutsche Biathletin und Alpinistin (* 1993)
- 29. Juli: Alon Abutbul, israelischer Schauspieler (* 1965)
- 29. Juli: Helmut Swiczinsky, österreichischer Architekt (* 1944)
- 29. Juli: Uwe Kiessler, deutscher Architekt (* 1937)

### August
- 01. August: Jonathan Kaplan, US-amerikanischer Regisseur (* 1947)
- 02. August: Ulli Potofski, deutscher Sportmoderator (* 1952)
- 03. August: Uljana Havemann, deutsche Filmregisseurin und Drehbuchautorin (* 1973)
- 05. August: Frank Mill, deutscher Fußballspieler (* 1958)
- 05. August: Ion Iliescu, rumänischer Politiker (* 1930)
- 07. August: Jim Lovell, US-amerikanischer Astronaut (* 1928)
- 08. August: Leo Windtner, österreichischer Fußballfunktionär (* 1950)
- 17. August: Terence Stamp, britischer Schauspieler (* 1938)
- 17. August: Torsten Michaelis, deutscher Schauspieler, Synchron- und Hörspielsprecher (* 1961)
- 17. August: Joseph Caroff, US-amerikanischer Plakatkünstler (* 1921)

### Galerie der Verstorbenen

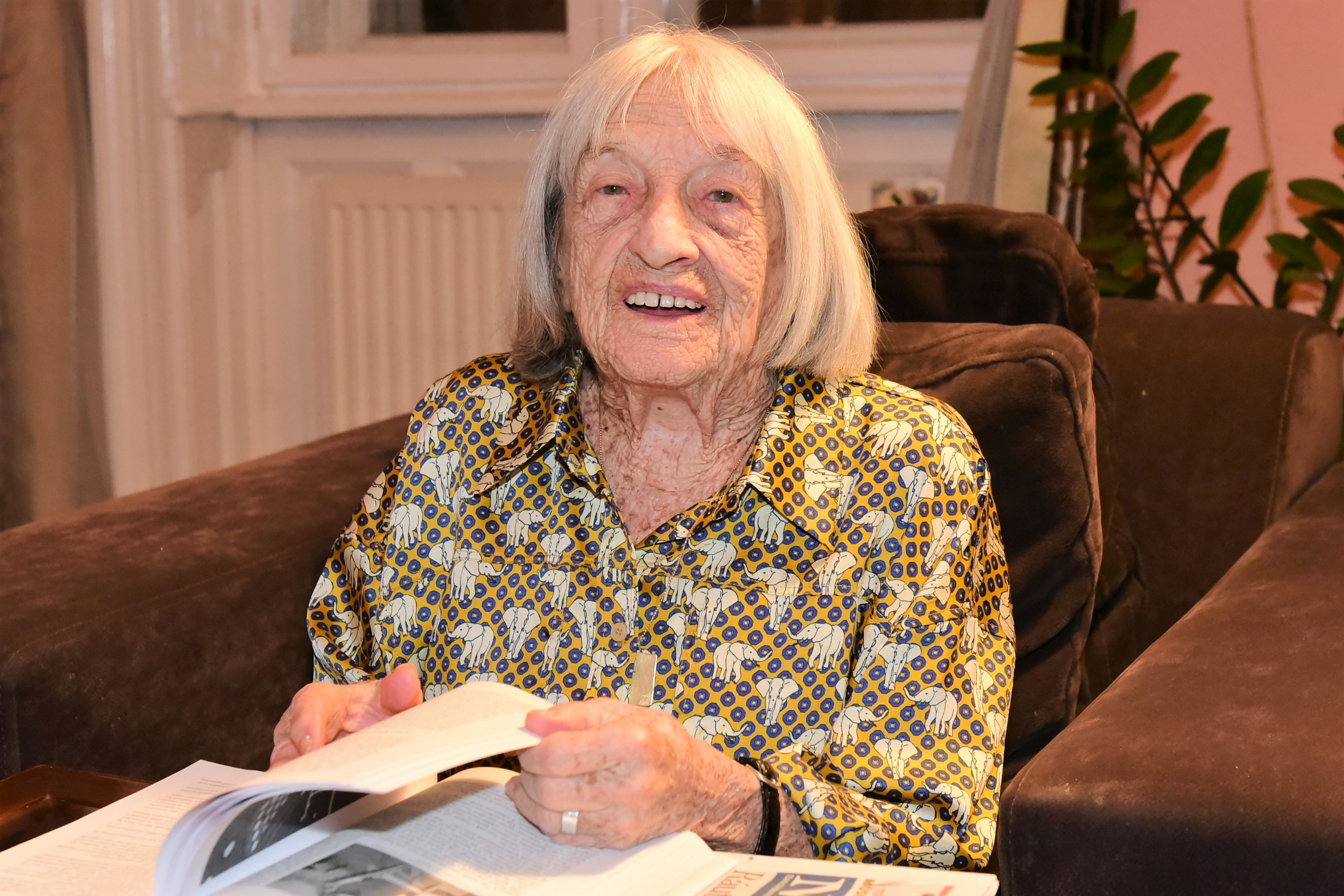
2. Januar: Ágnes Keleti (2021) (103)
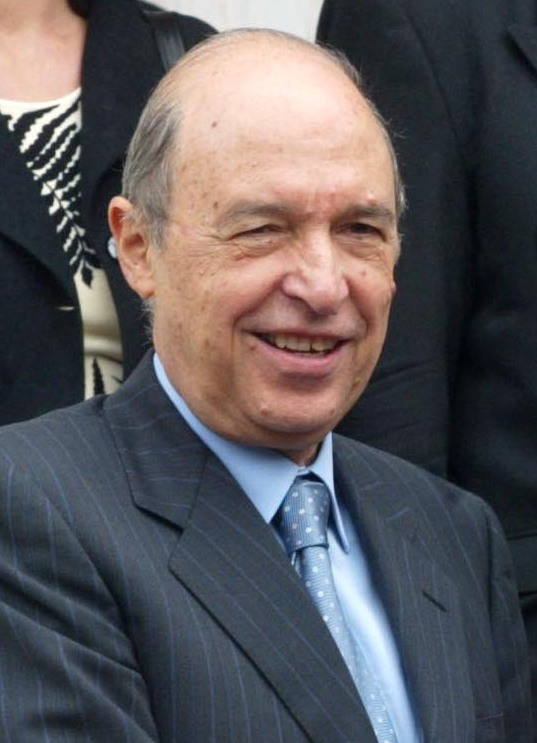
5. Januar: Konstantinos Simitis (2003) (88)
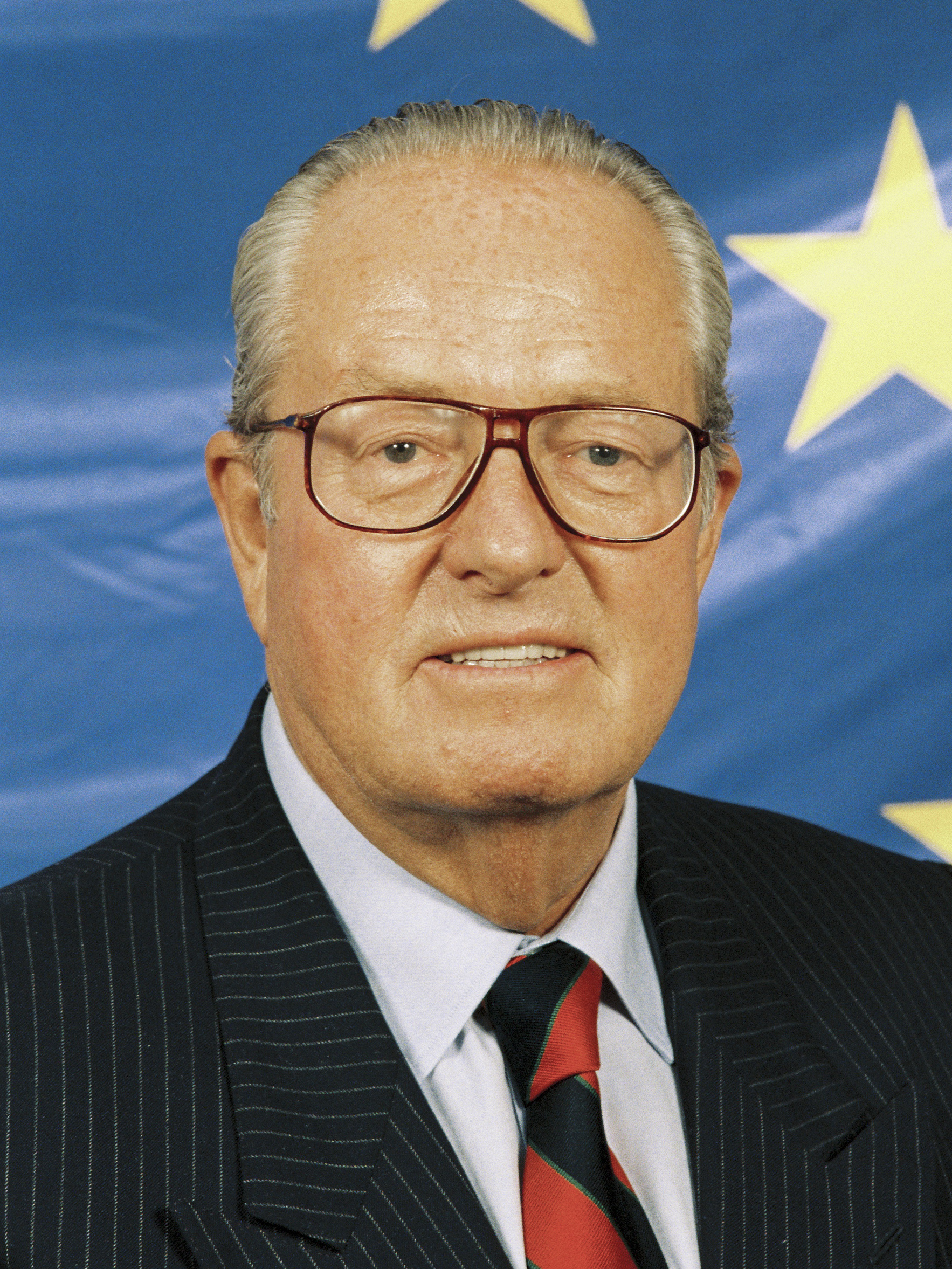
7. Januar: Jean-Marie Le Pen (1994) (96)
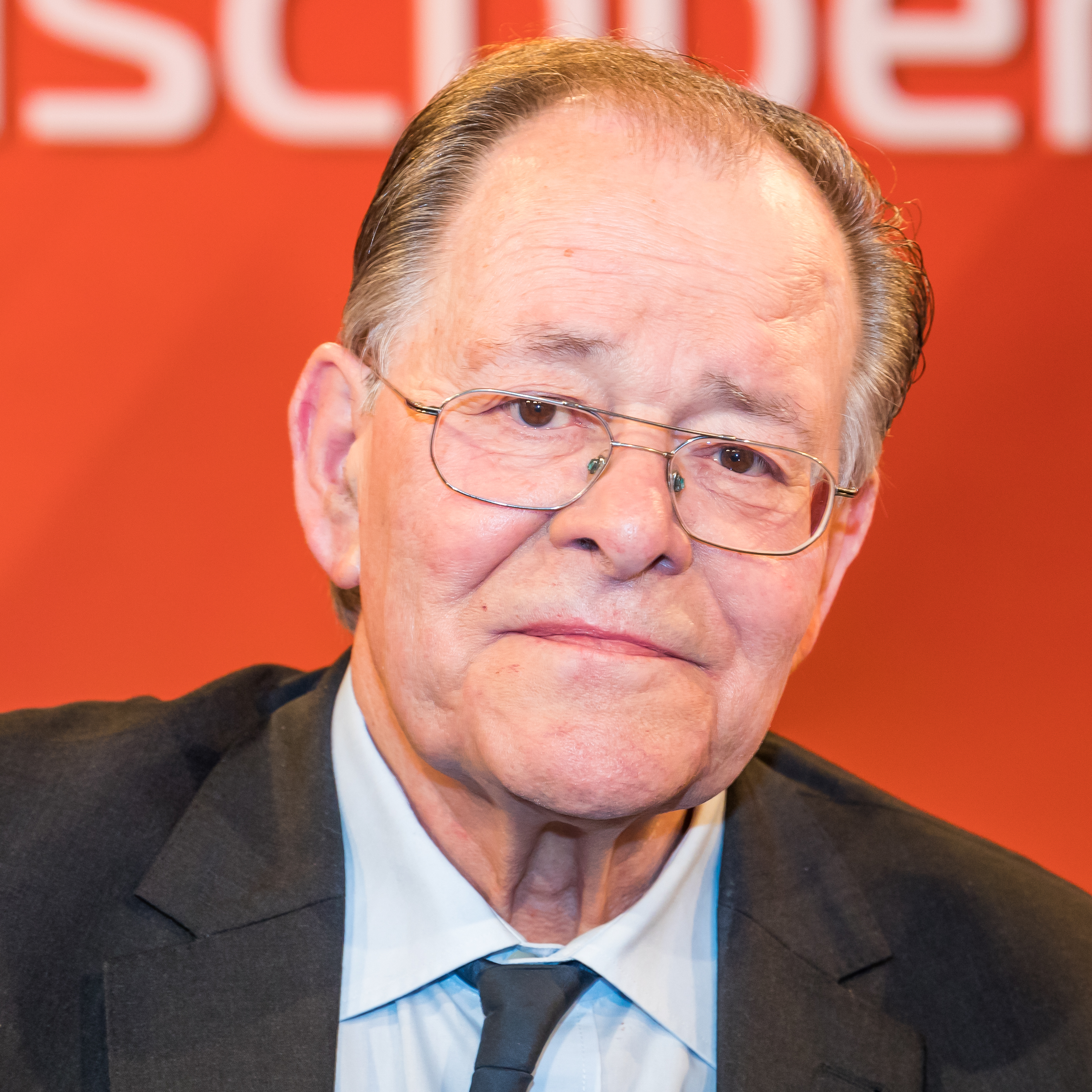
8. Januar: Rudolf Dreßler (2018) (84)
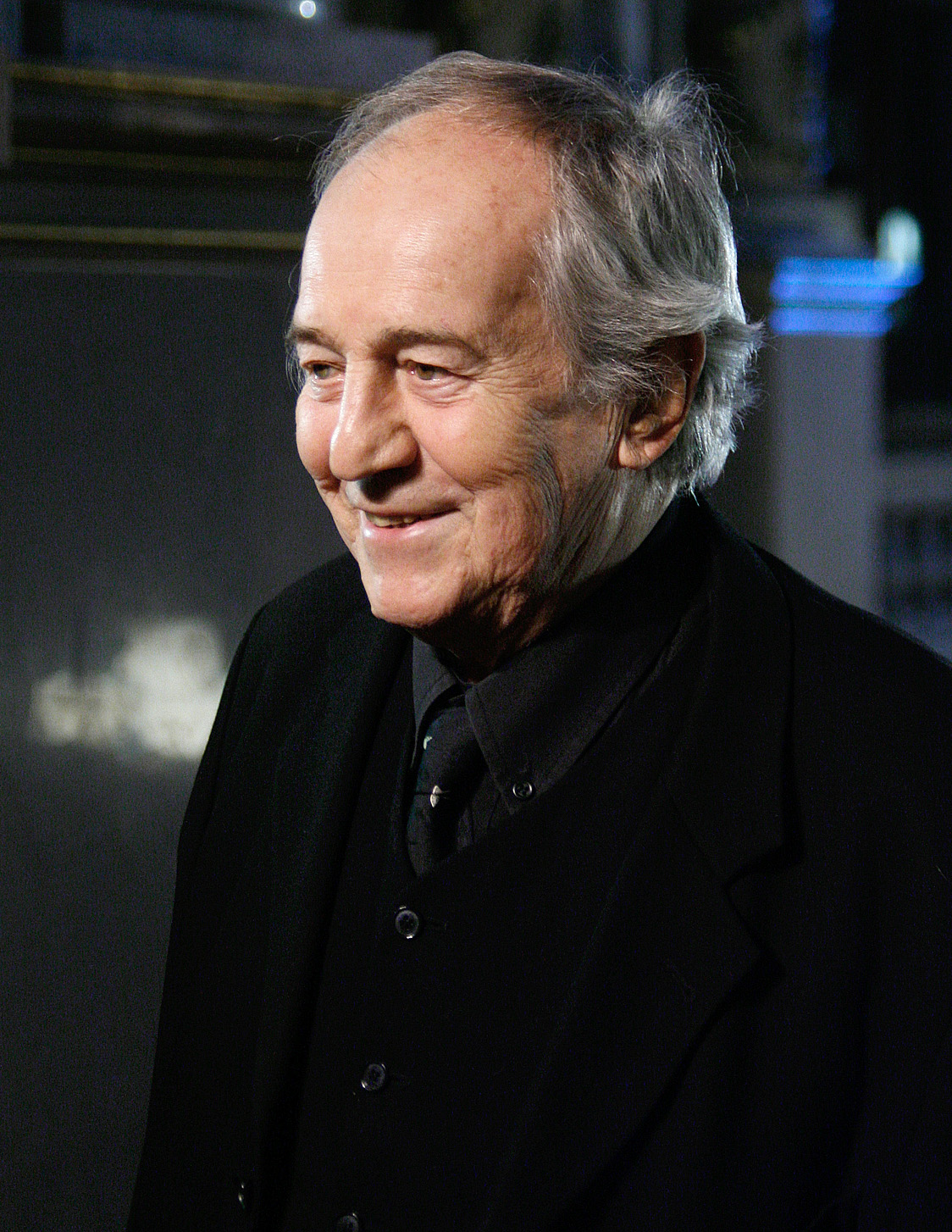
9. Januar: Otto Schenk (2010) (94)
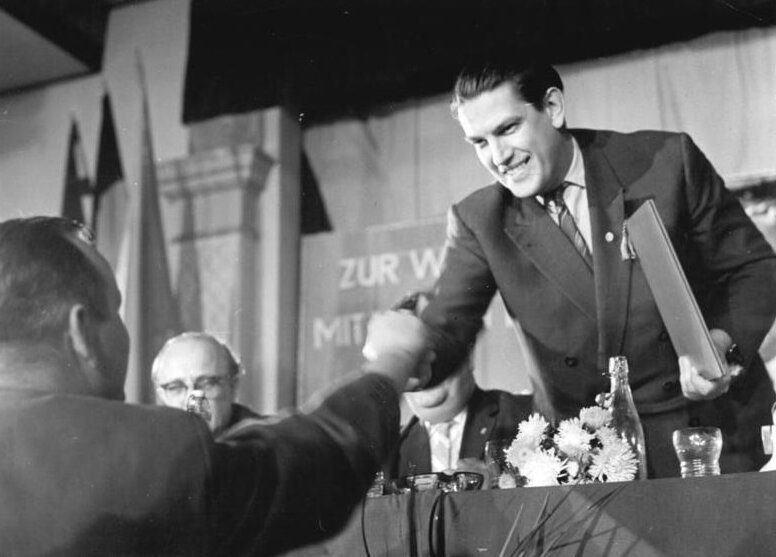
14. Januar: Hans Reichelt (1961) (99)
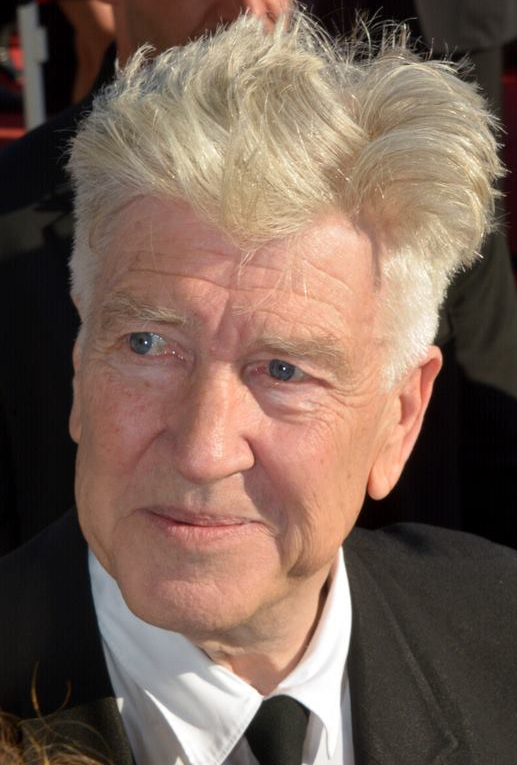
16. Januar: David Lynch (2017) (78)
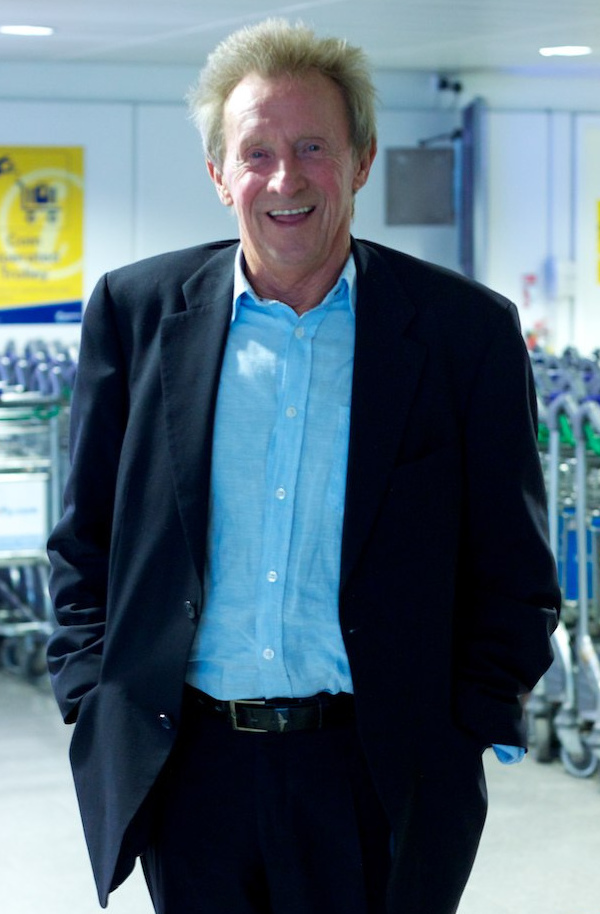
17. Januar: Denis Law (2011) (84)
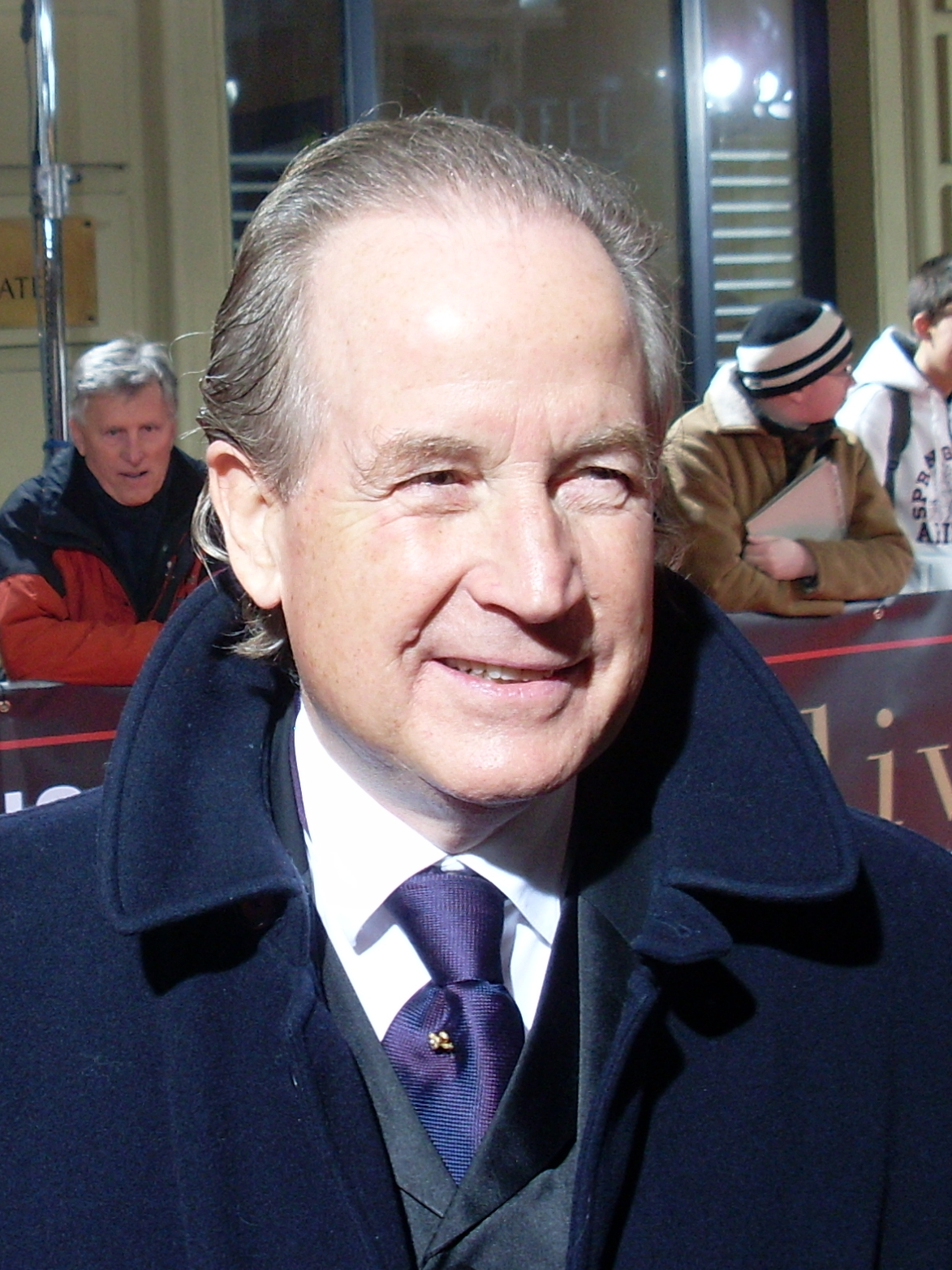
29. Januar: Max Schautzer (2008) (84)
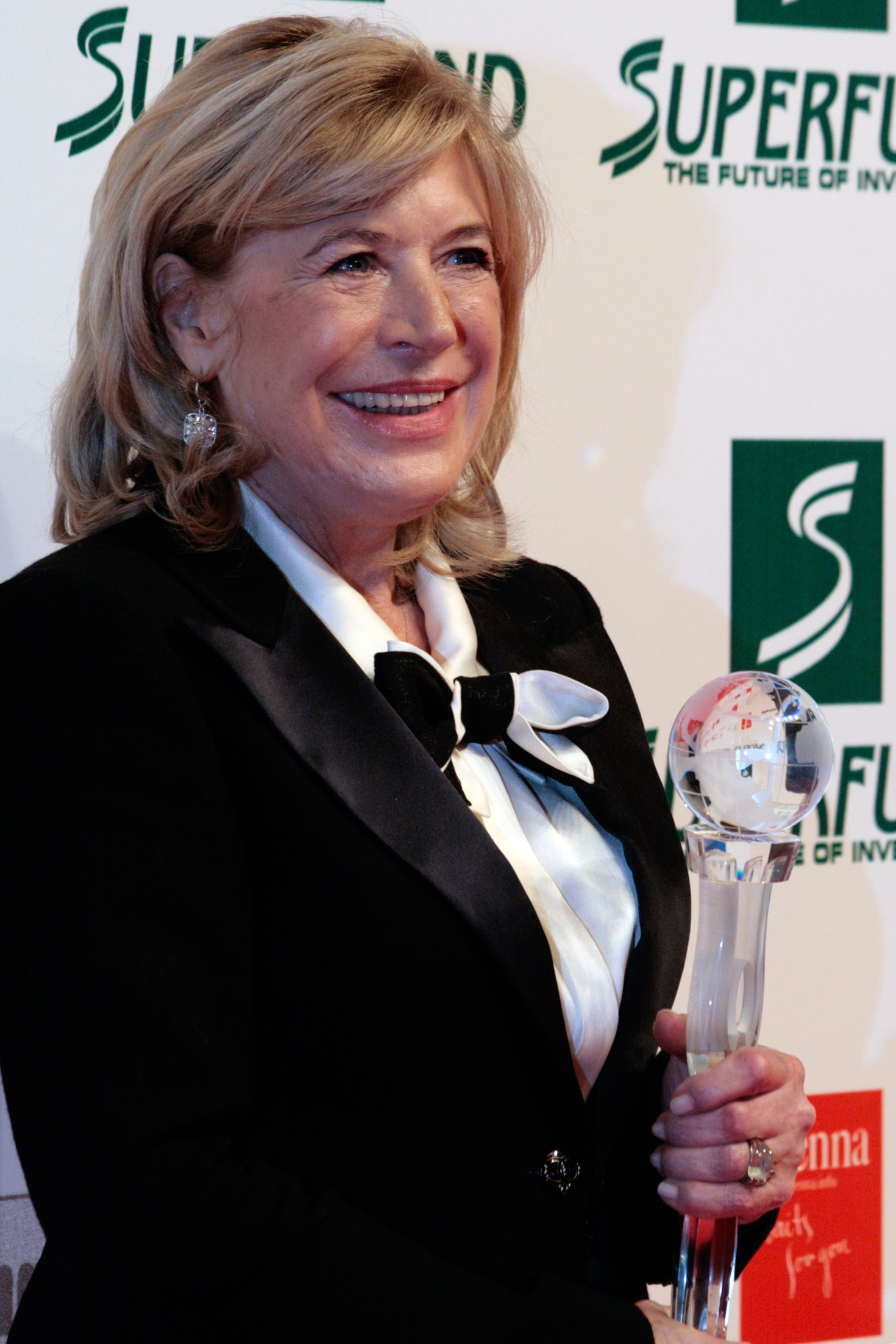
30. Januar: Marianne Faithfull (2009) (78)
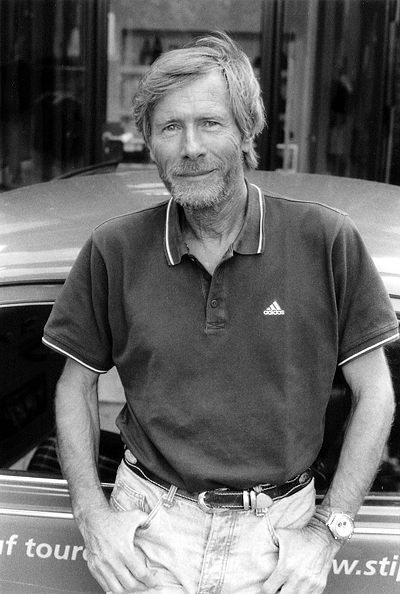
Januar: Horst Janson (2003) (89)
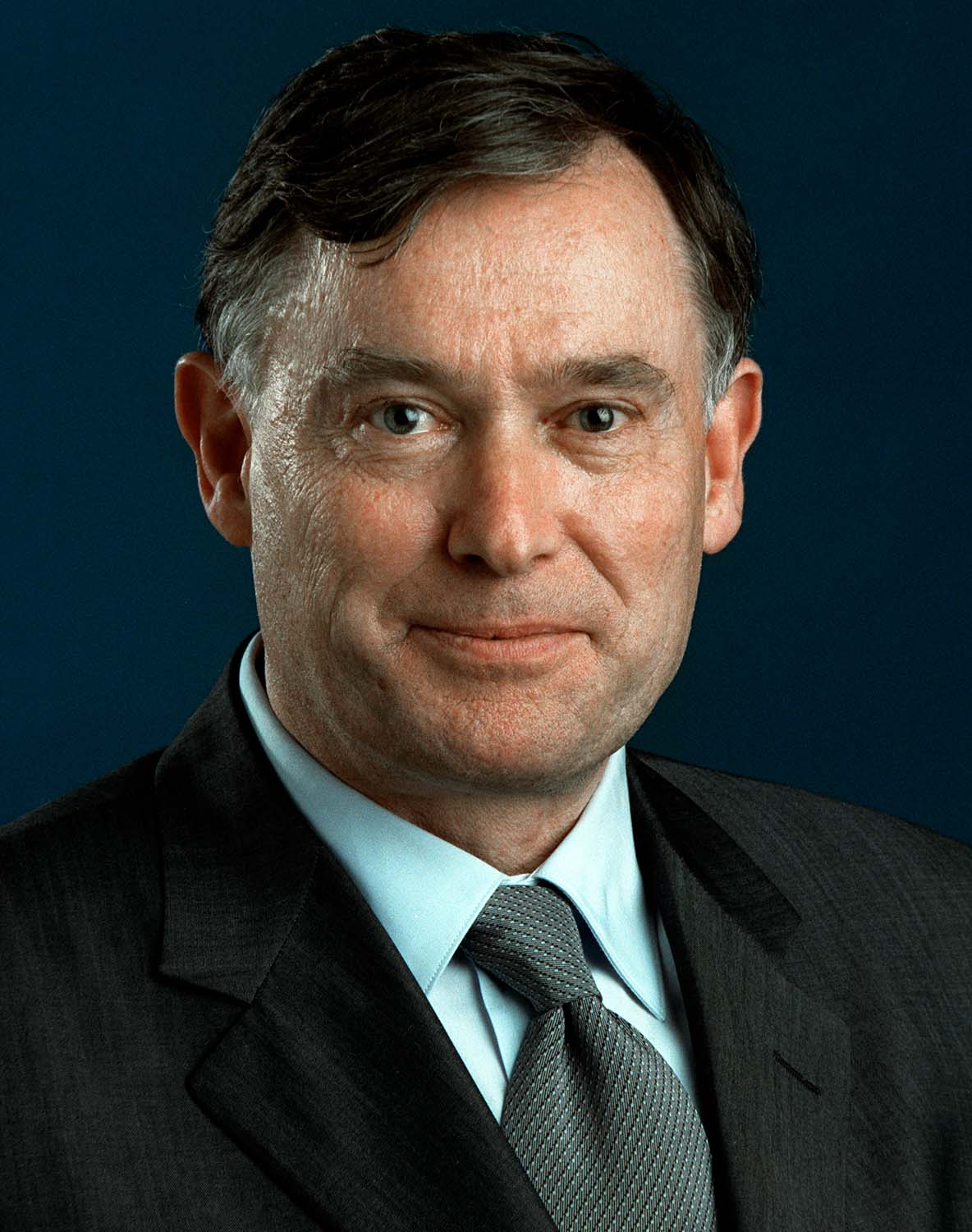
1. Februar: Horst Köhler (2004) (81)
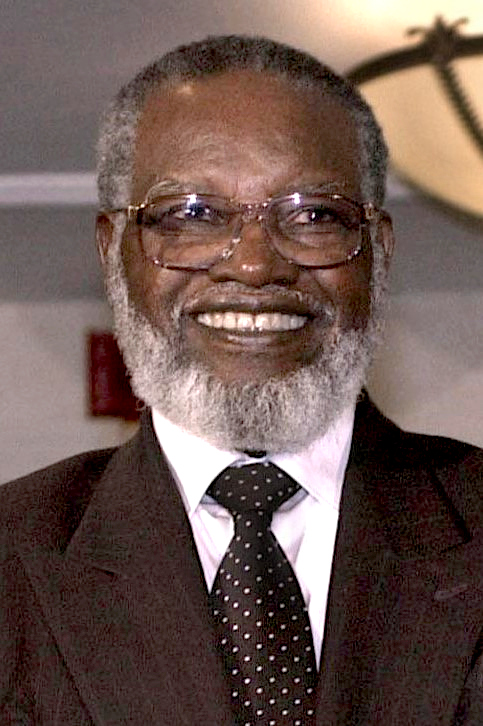
8. Februar: Sam Nujoma (2004) (95)
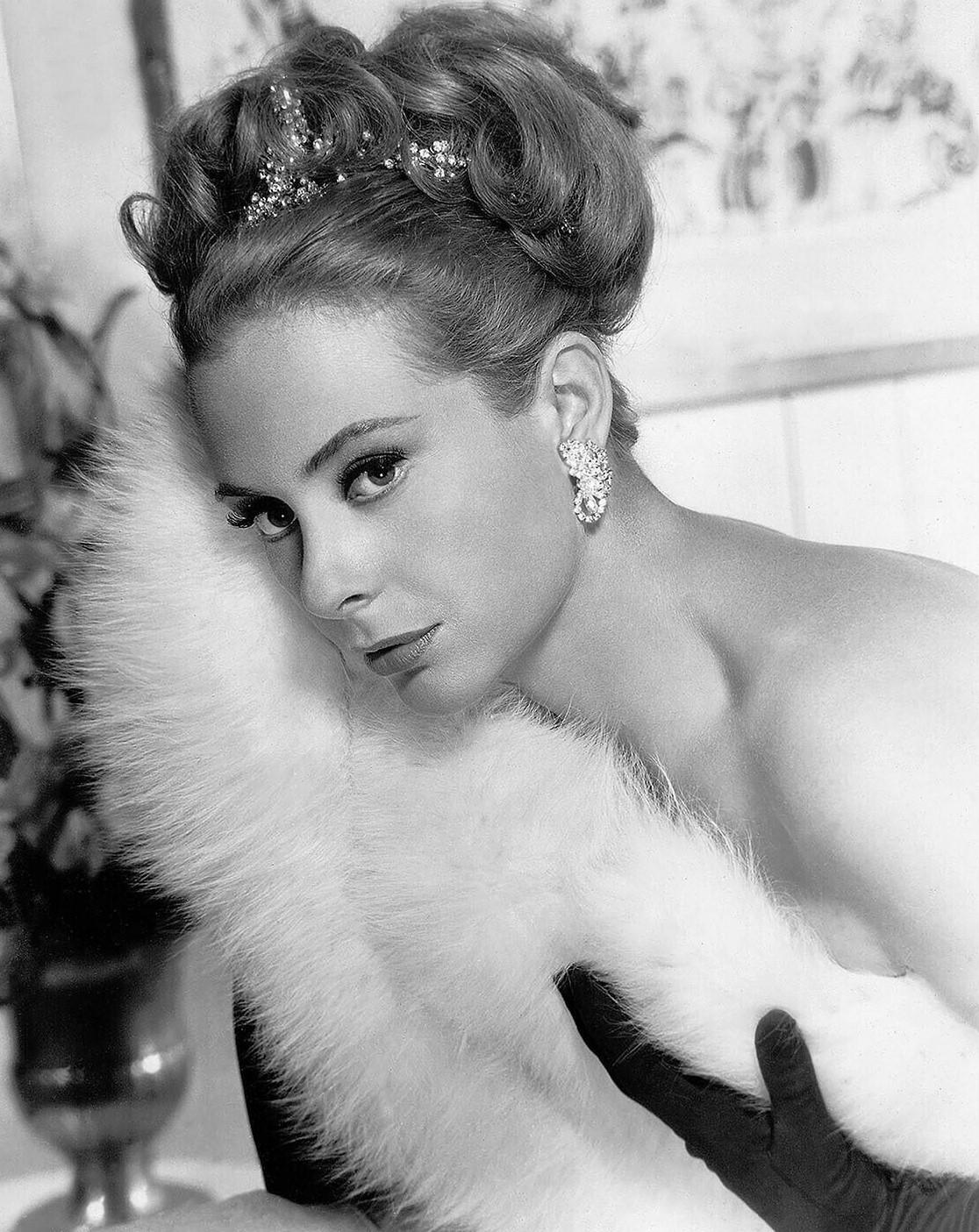
14. Februar: Geneviève Page (1964) (97)
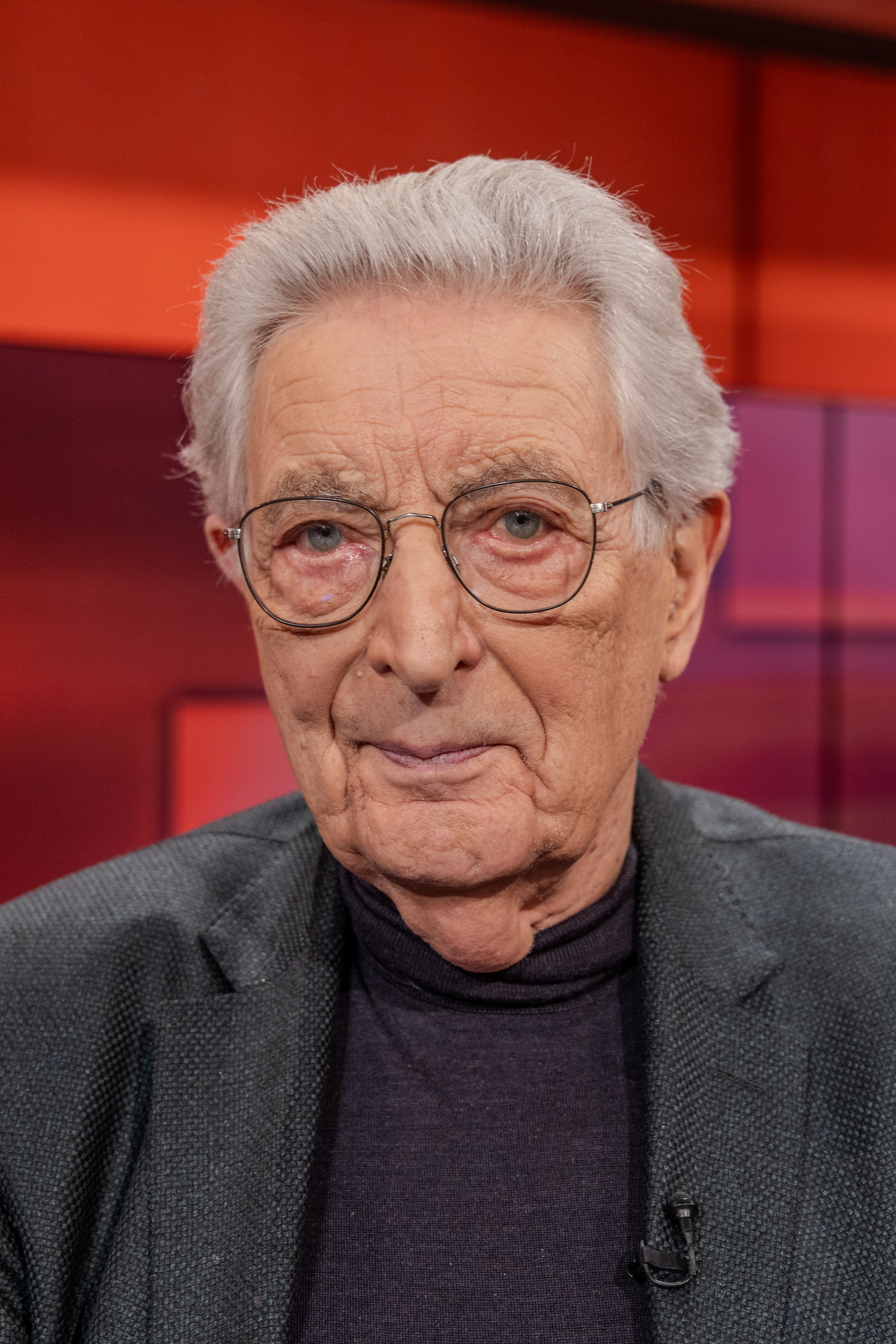
15. Februar: Gerhart Baum (2023) (92)
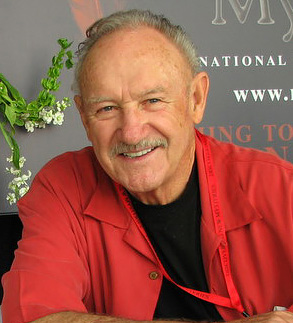
~18. Februar: Gene Hackman (2008) (95)
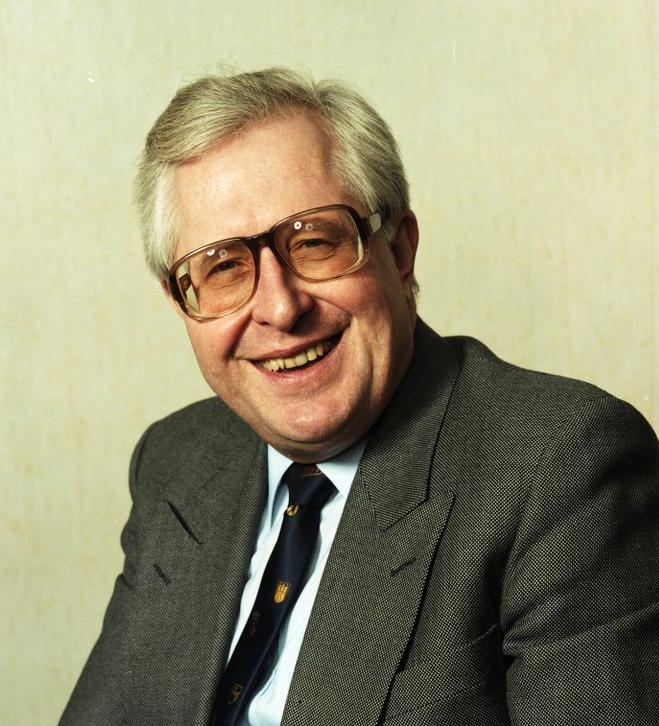
2. März: Bernhard Vogel (1988) (92)
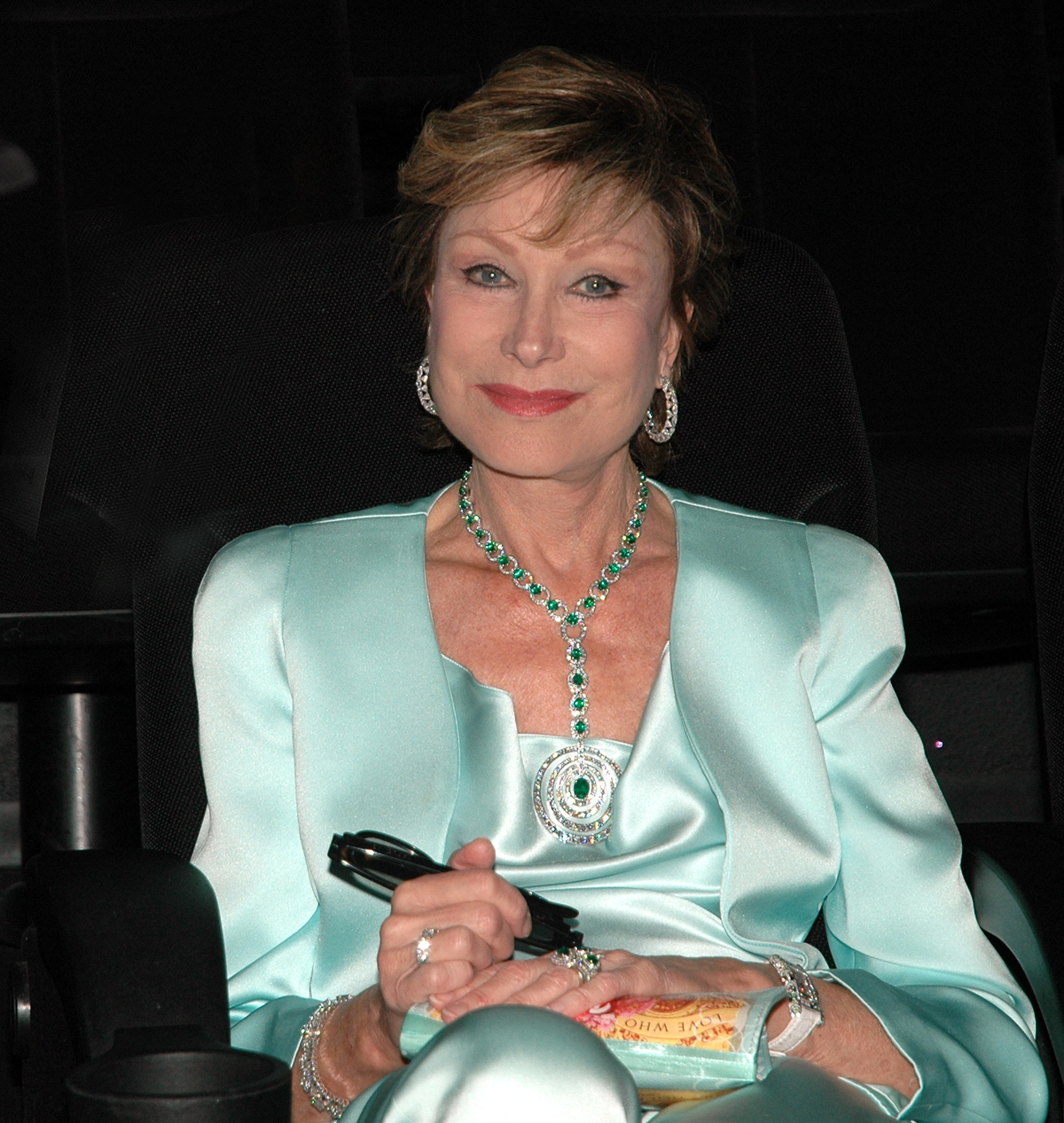
3. März: Antje-Katrin Kühnemann (2014) (80)
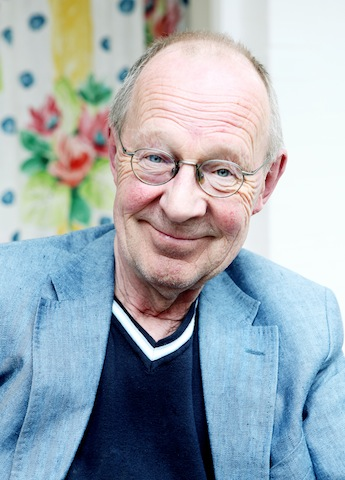
9. März: Hans Peter Korff (2008) (82)
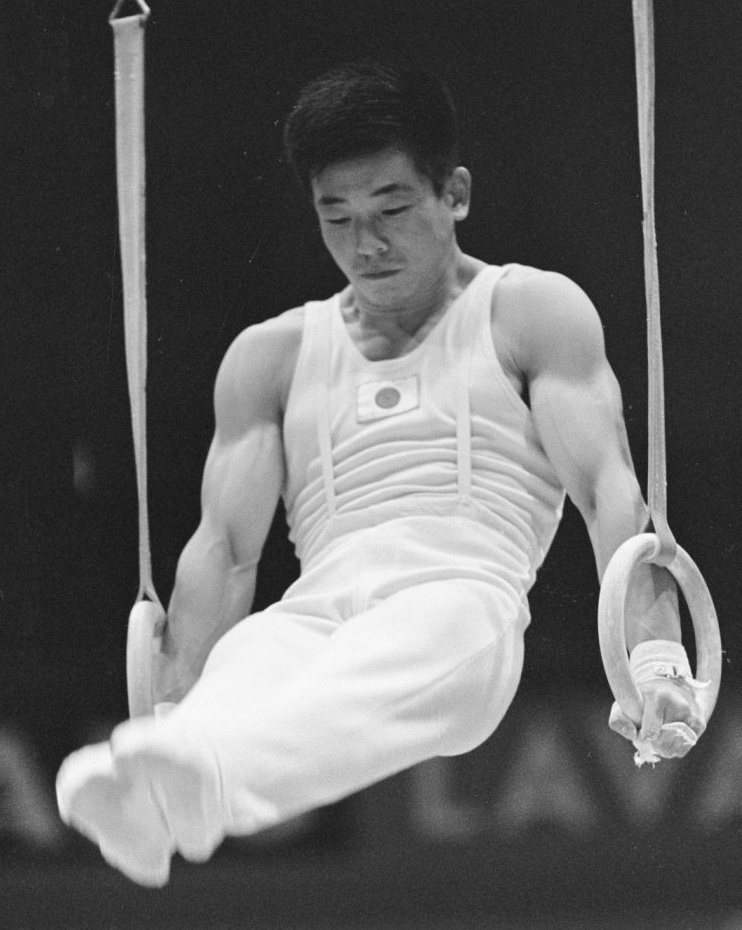
9. März: Akinori Nakayama (1966) (82)
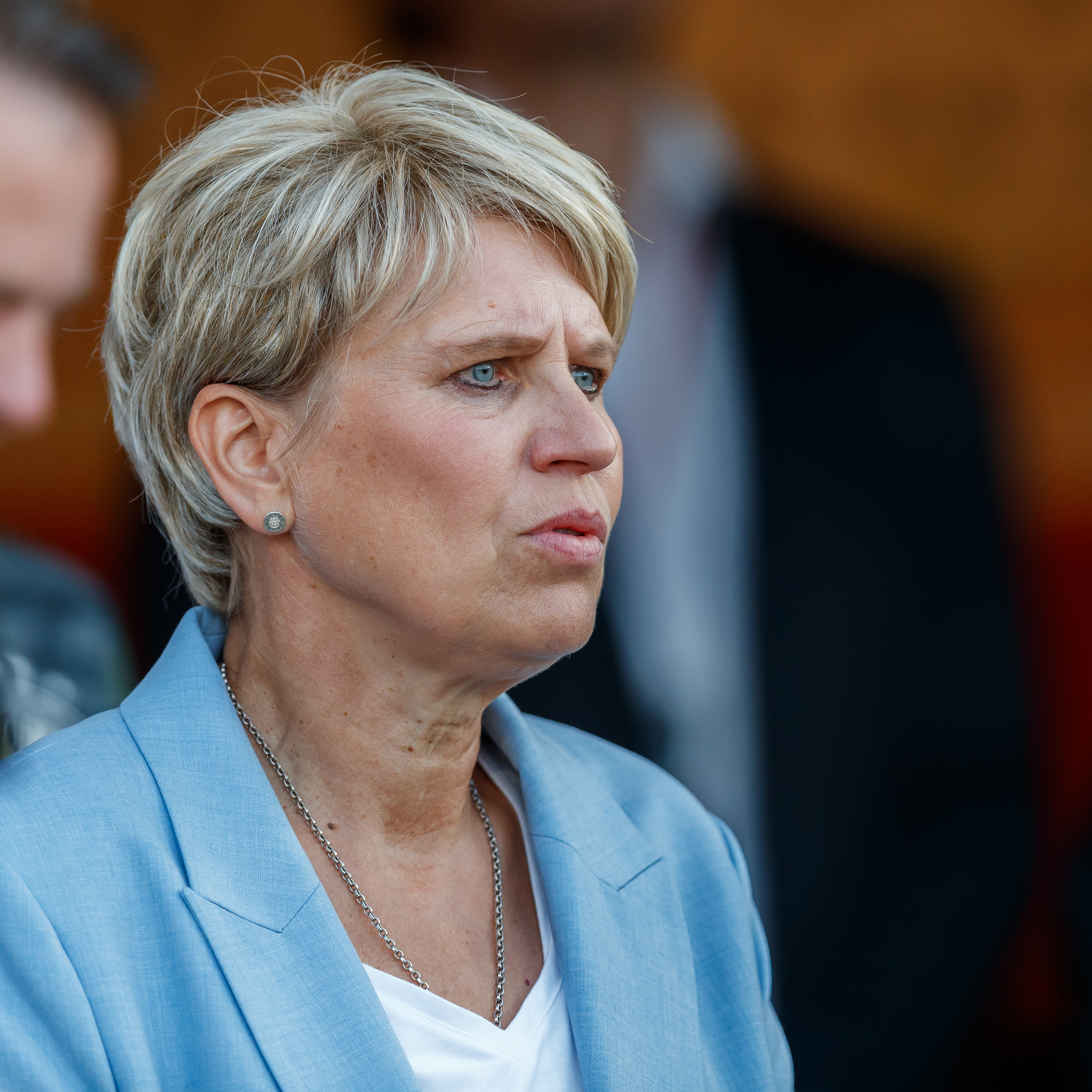
15. März: Doris Fitschen (2023) (56)
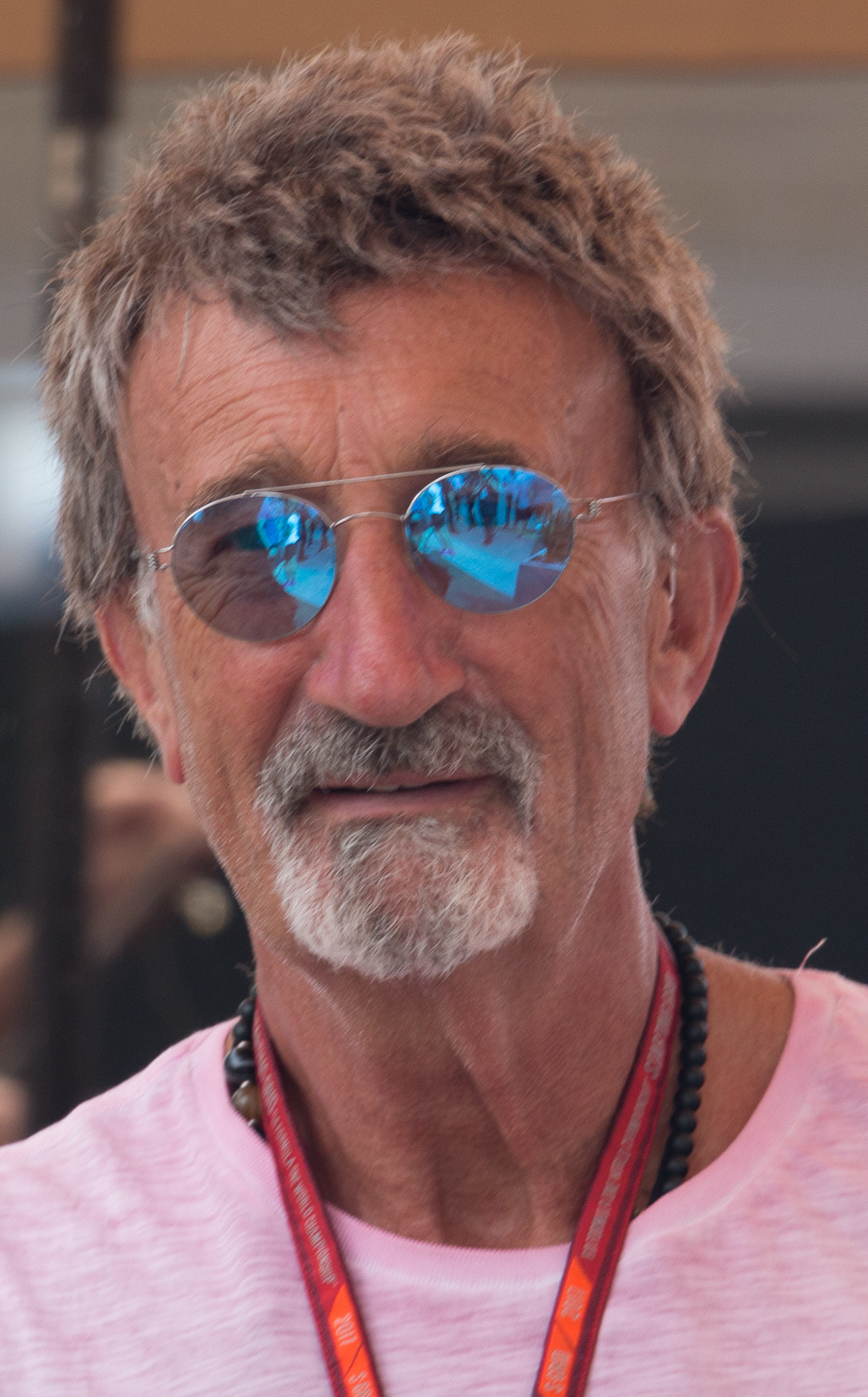
20. März: Eddie Jordan (2017) (76)
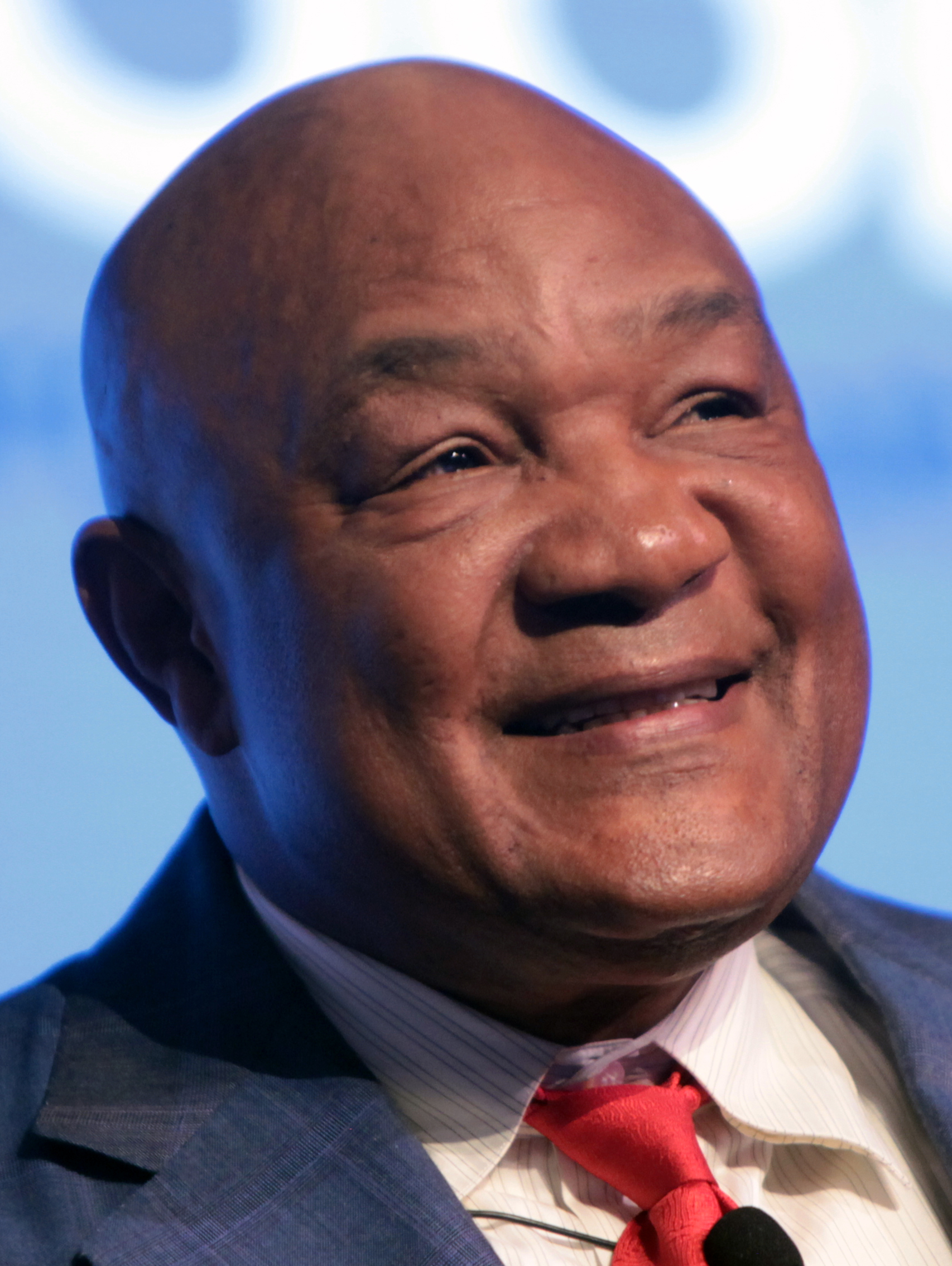
21. März: George Foreman (2016) (76)
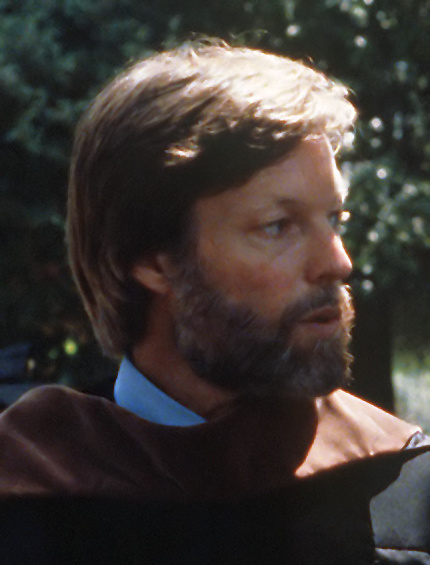
29. März: Richard Chamberlain (1982) (90)
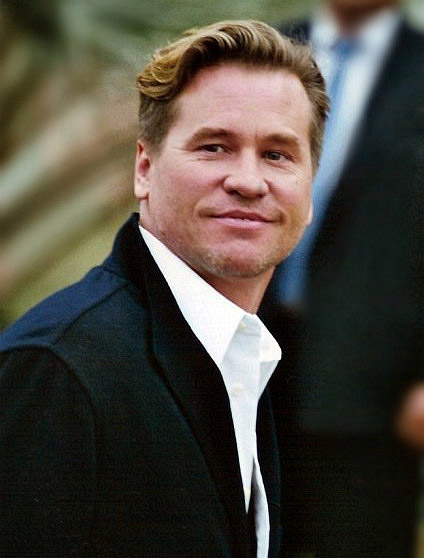
1. April: Val Kilmer (2005) (65)
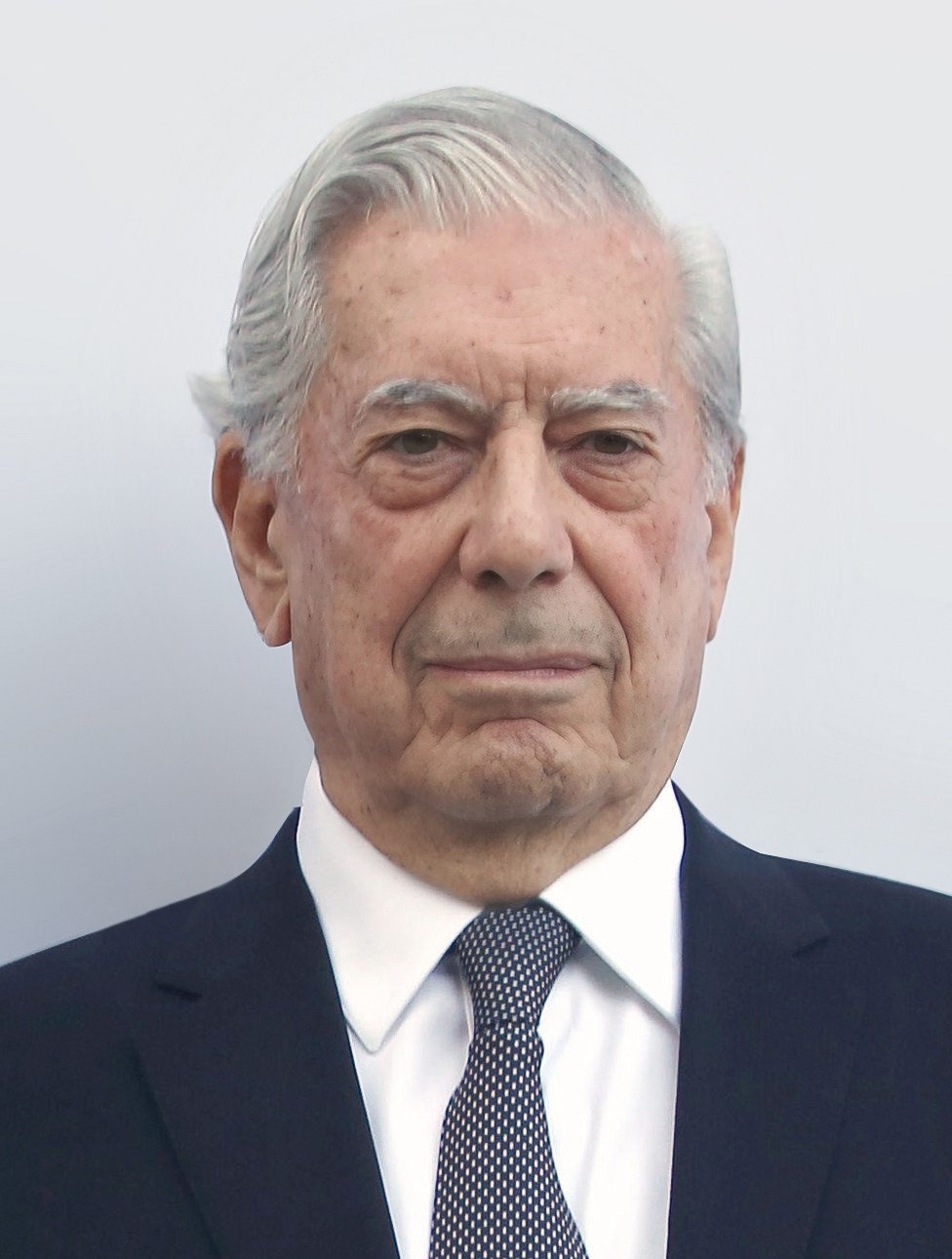
13. April: Mario Vargas Llosa (2016) (89)
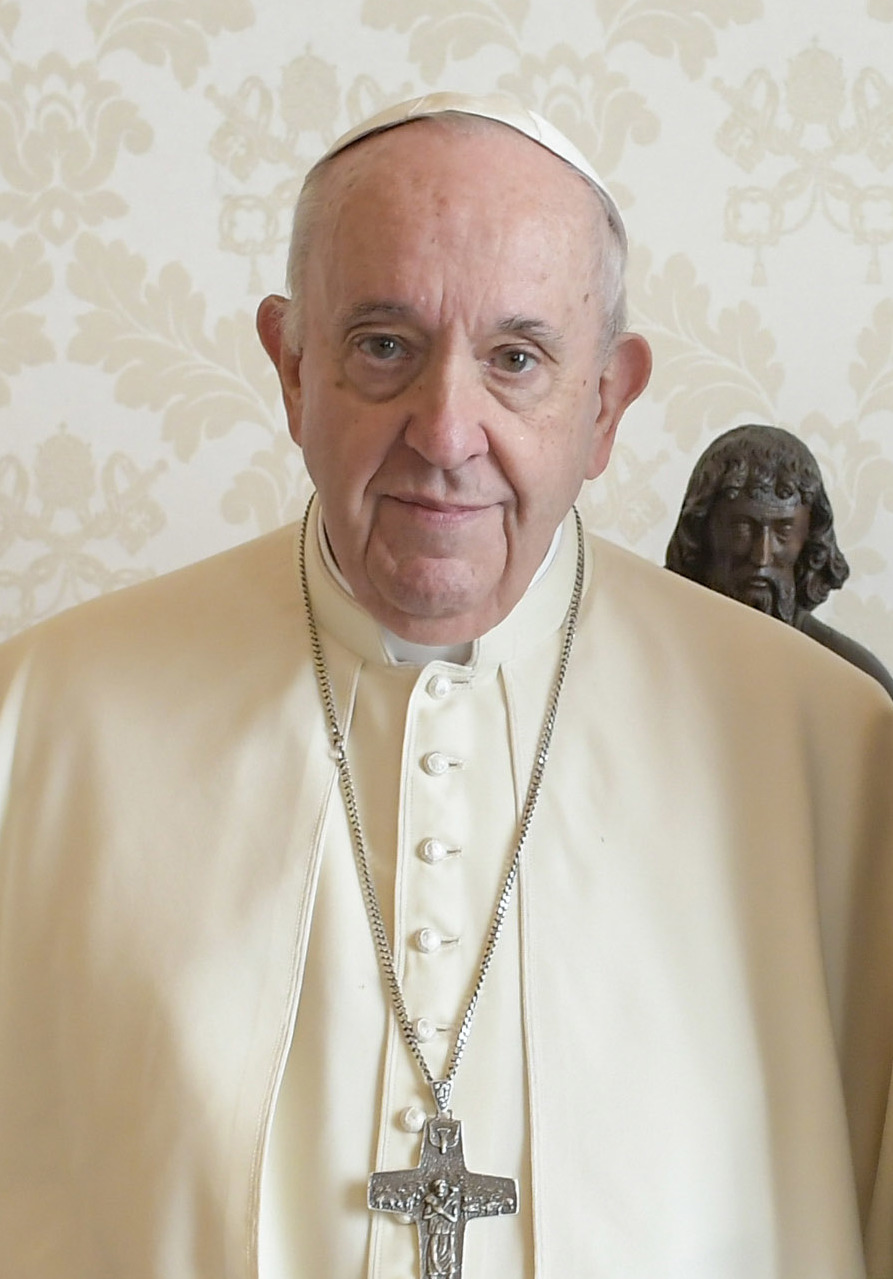
21. April: Papst Franziskus (2021) (88)
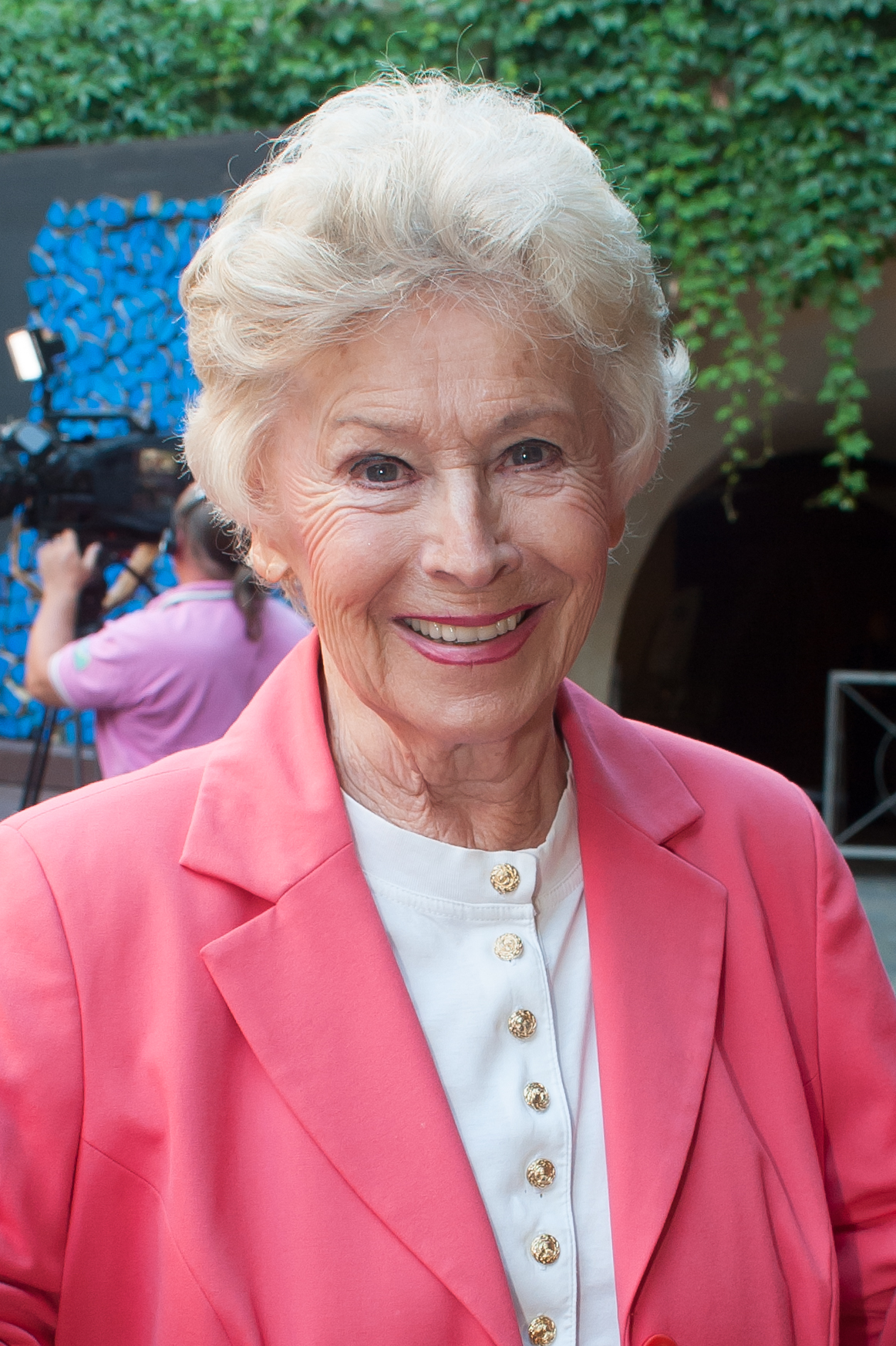
23. April: Waltraut Haas (2016) (97)
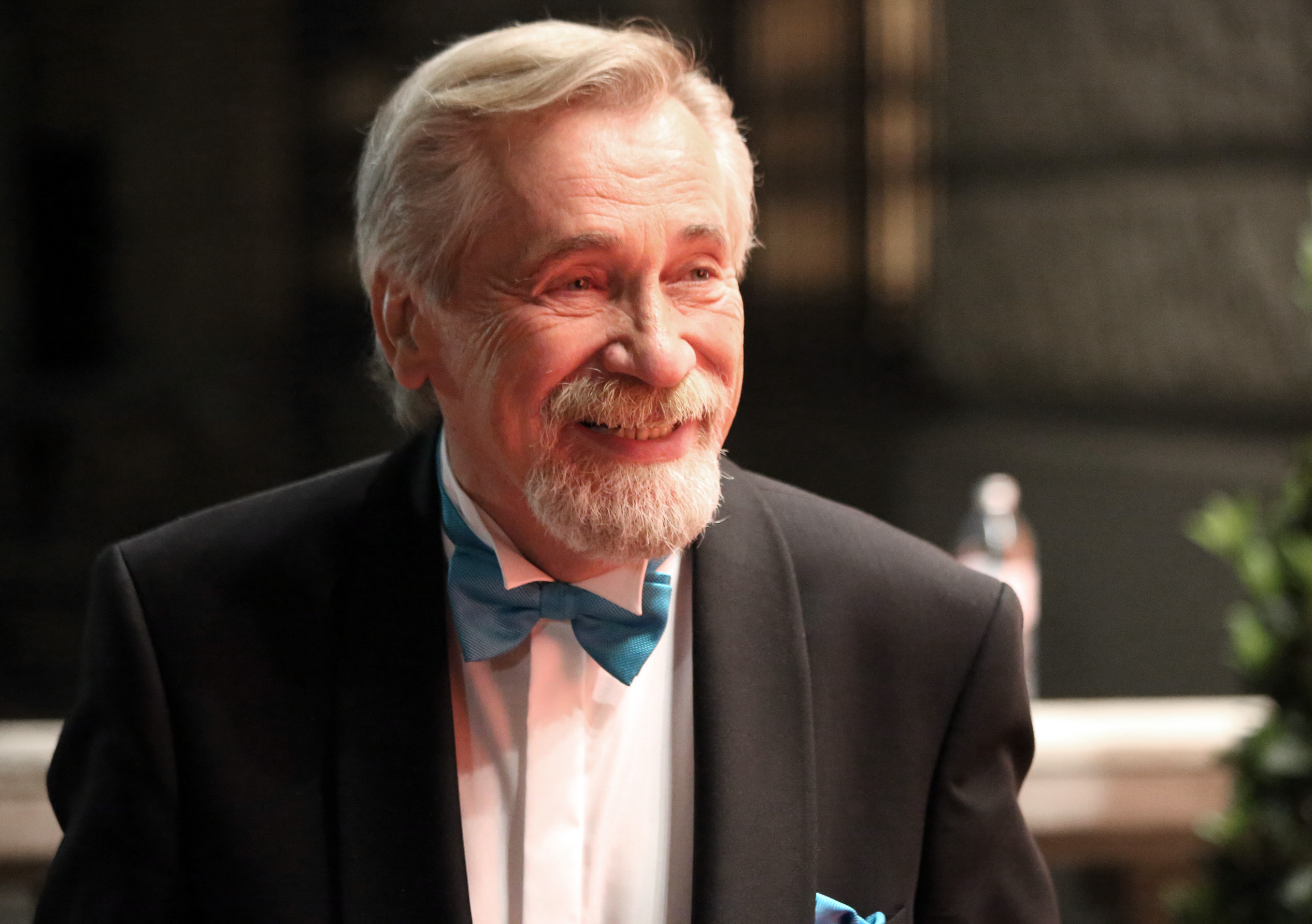
25. April: Peter Rapp (2013) (81)
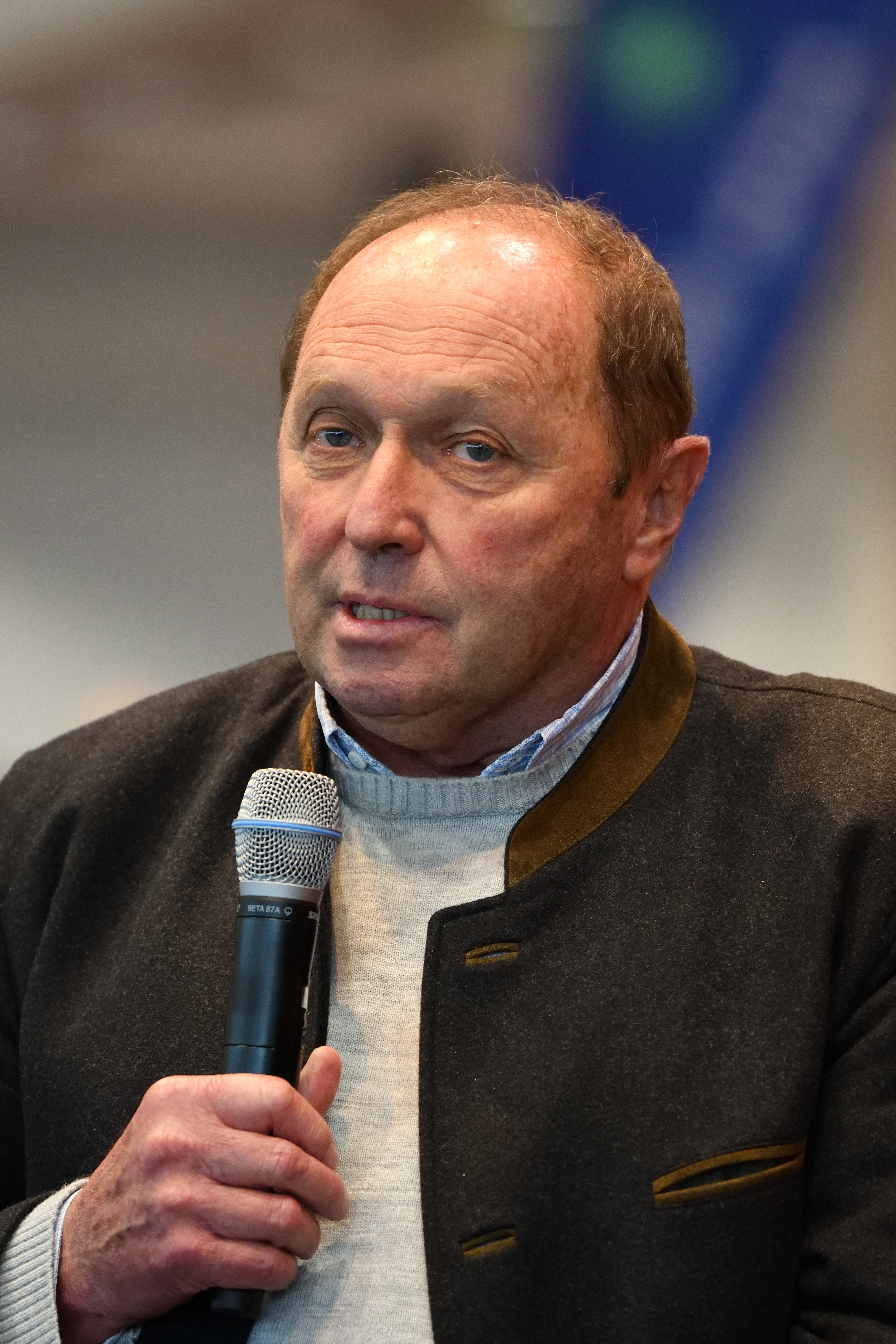
4. Mai: Jochen Mass (2017) (78)
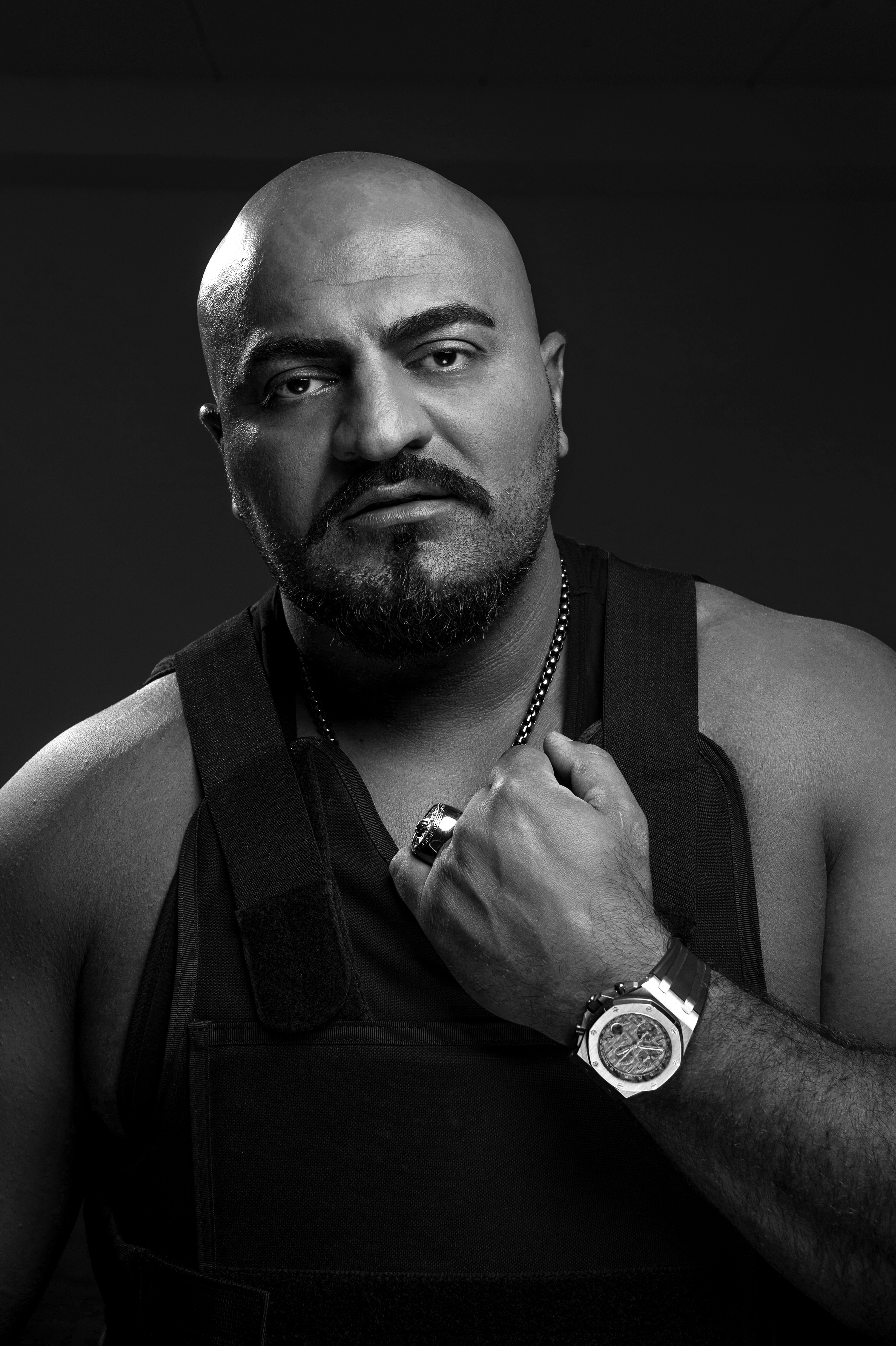
7. Mai: Xatar (2018) (43)
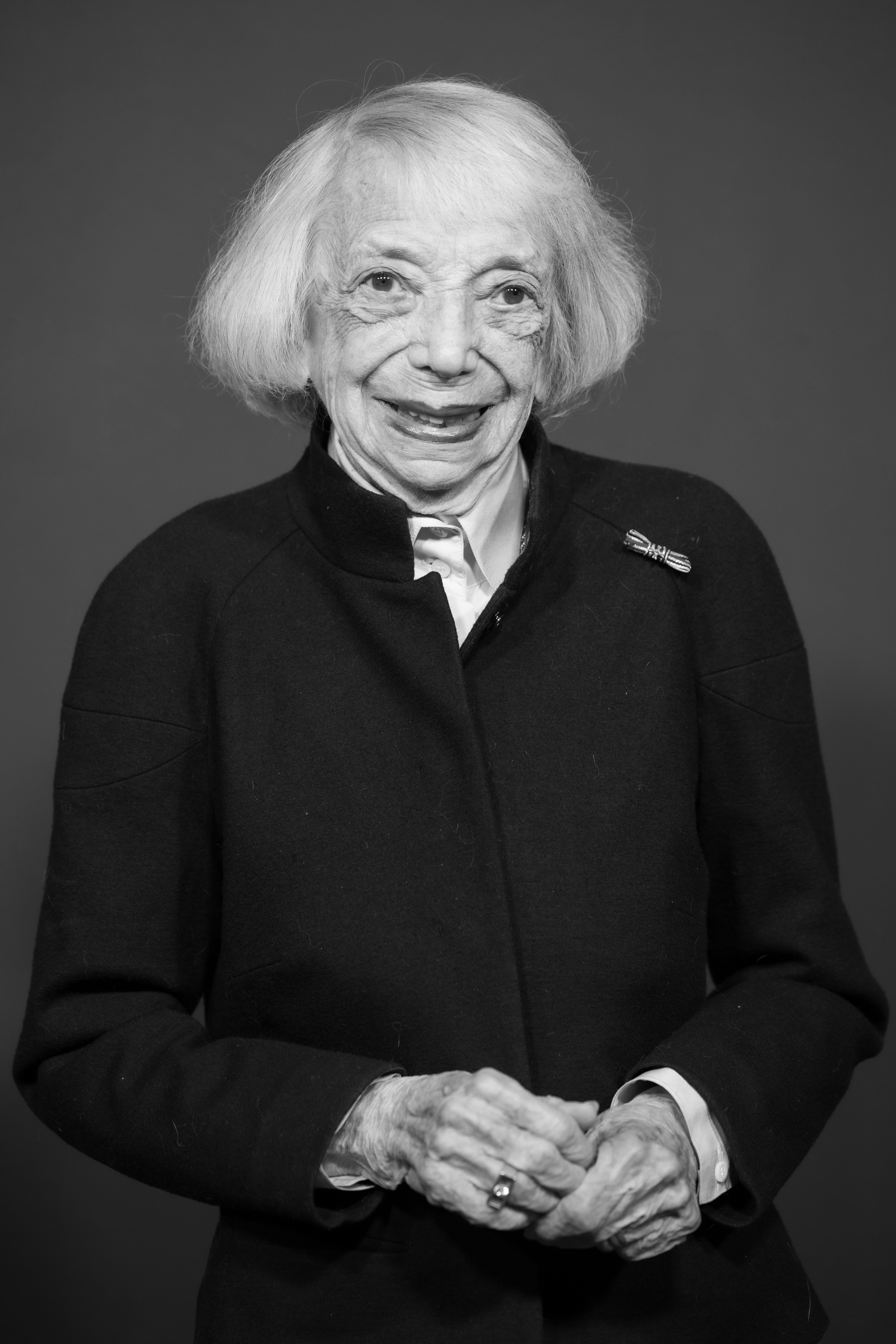
9. Mai: Margot Friedländer (2025) (103)
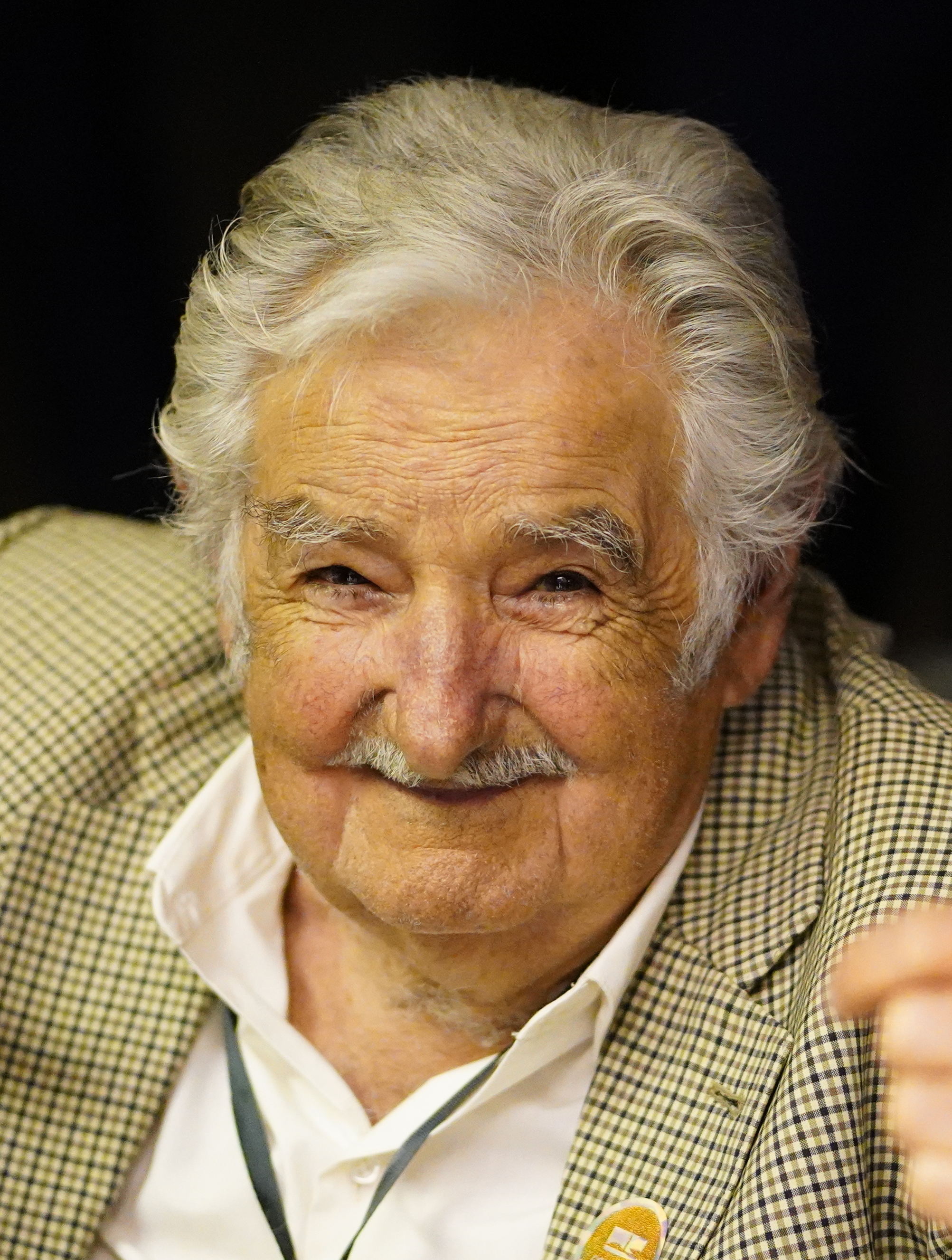
13. Mai: José Mujica (2023) (89)
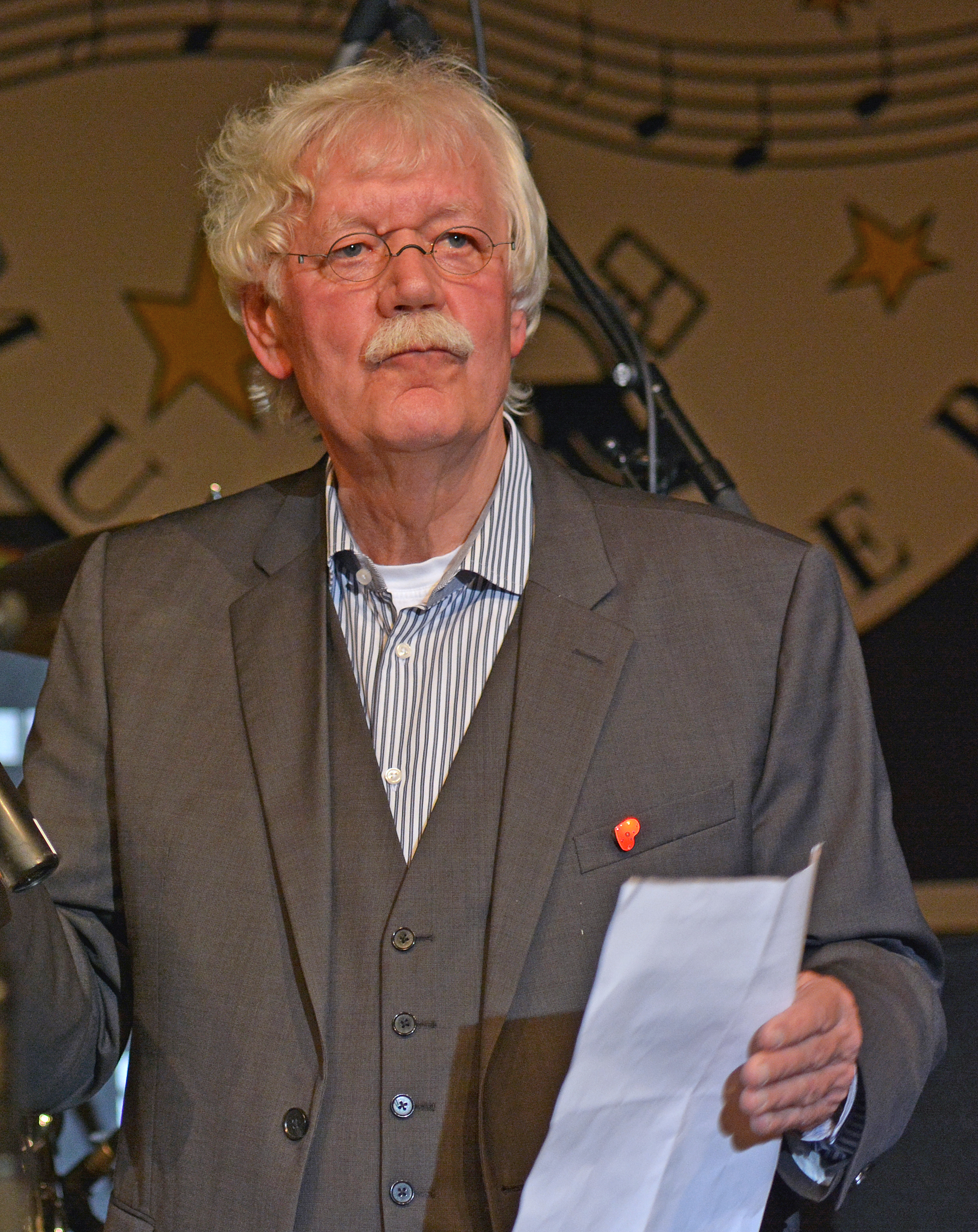
8. Juni: Carlo von Tiedemann (2014) (81)
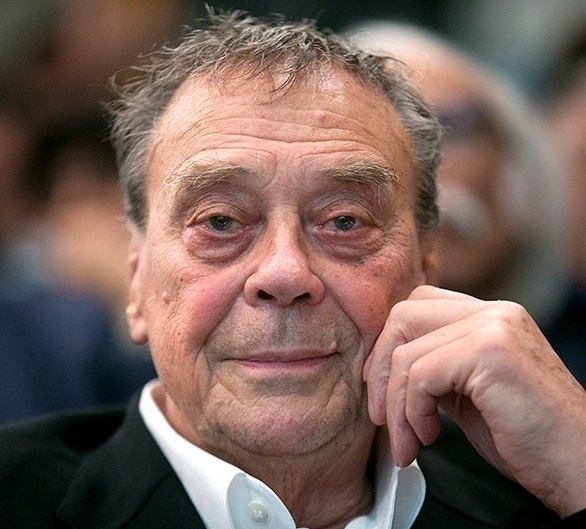
10. Juni: Günther Uecker (2016) (95)
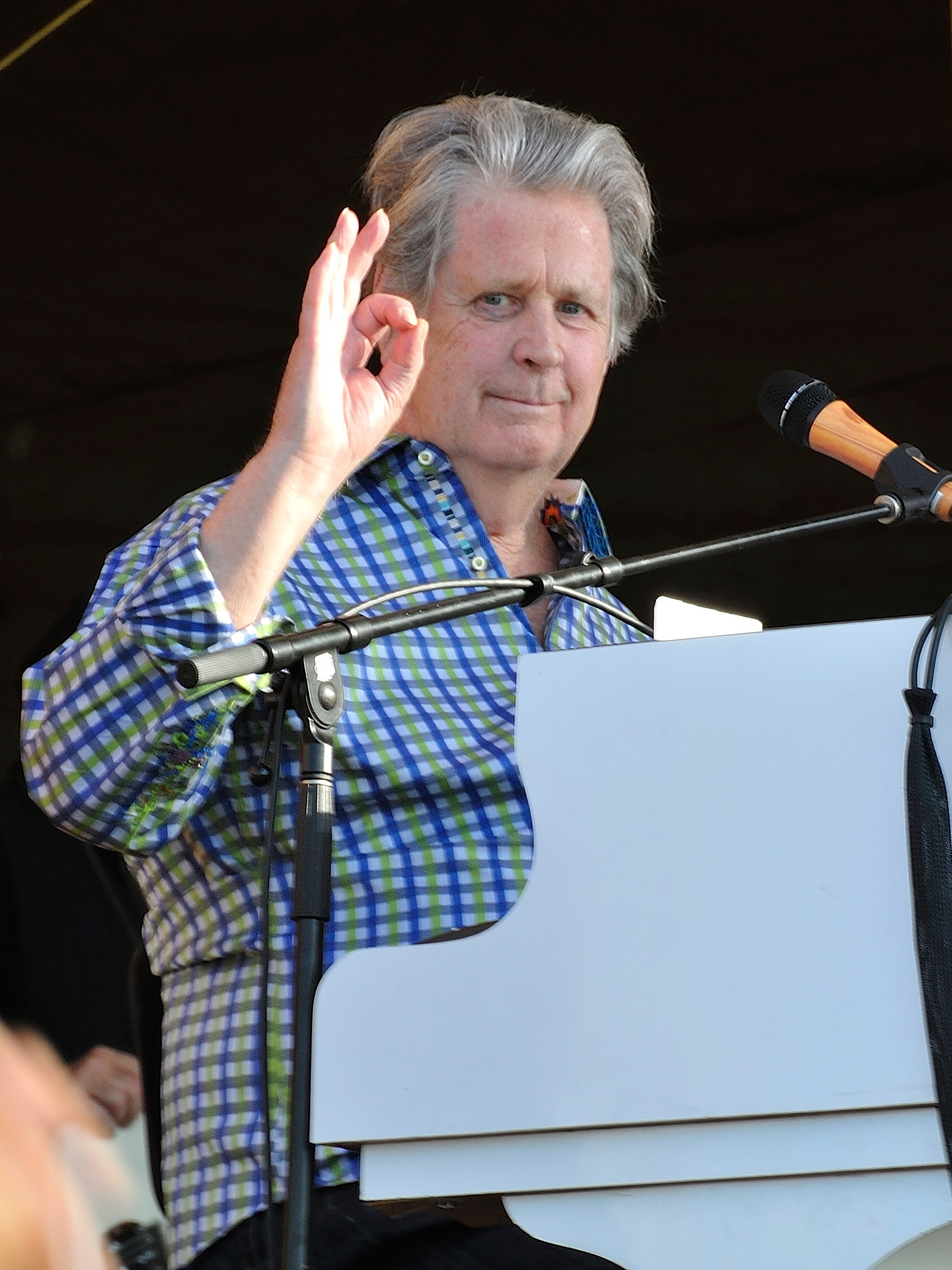
11. Juni: Brian Wilson (2012) (82)
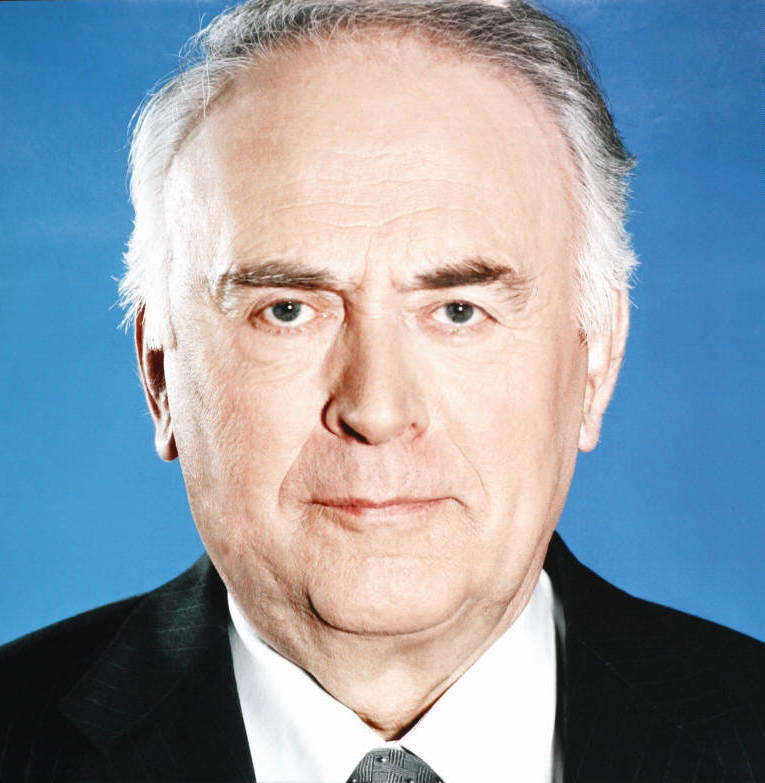
29. Juni: Wolfgang Böhmer (2006) (89)
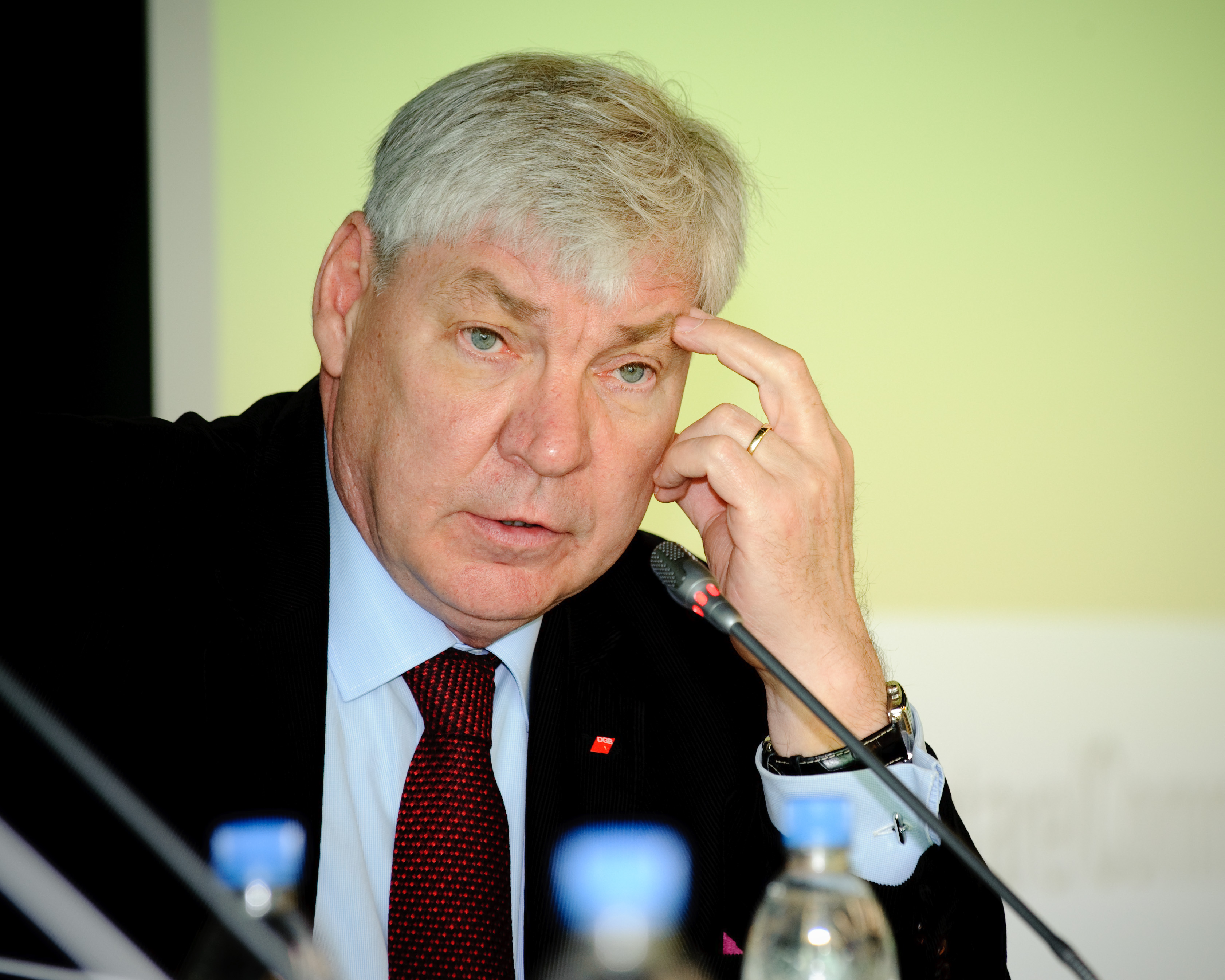
30. Juni: Michael Sommer (2010) (73)
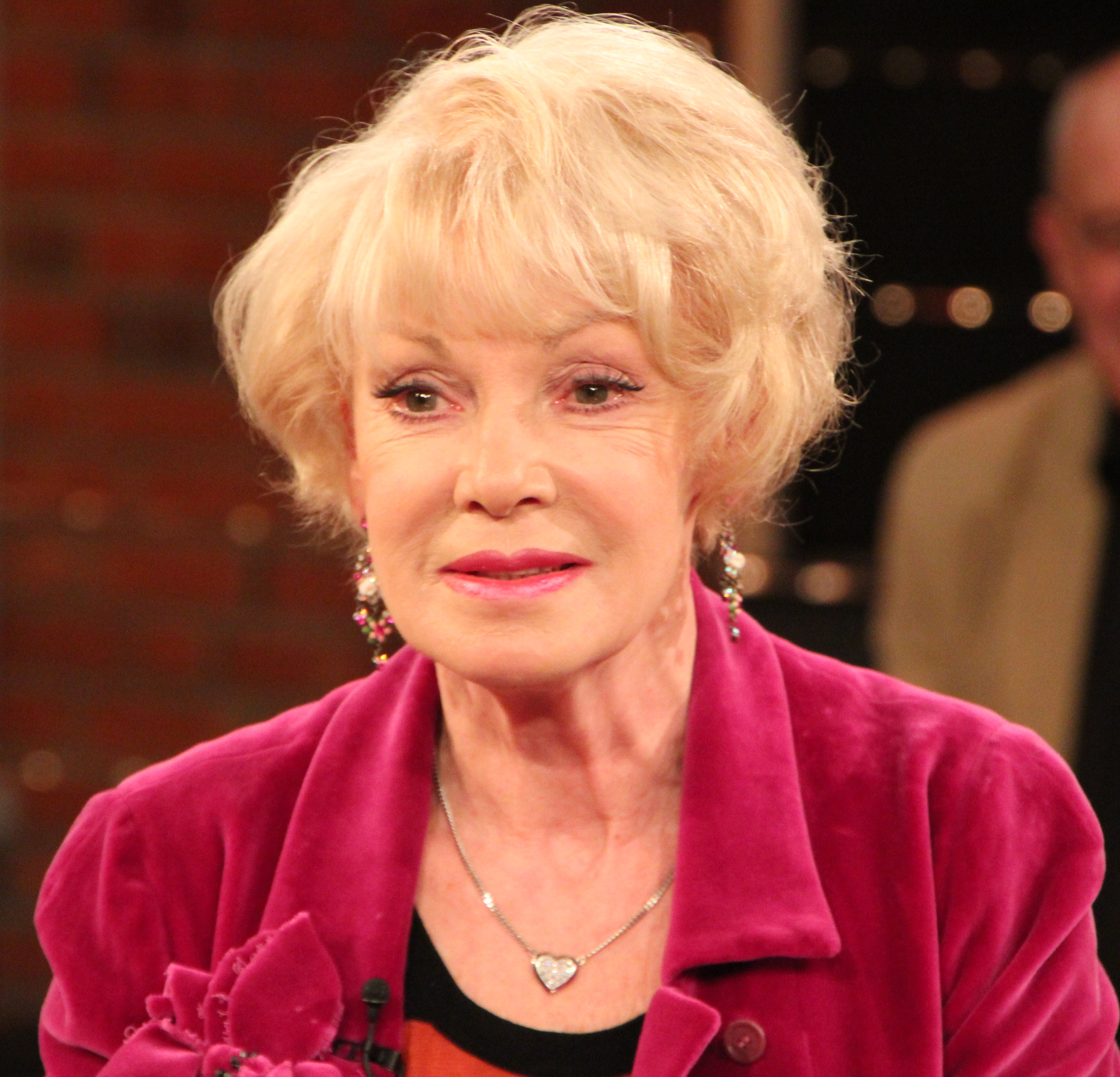
3. Juli: Anita Kupsch (2011) (85)
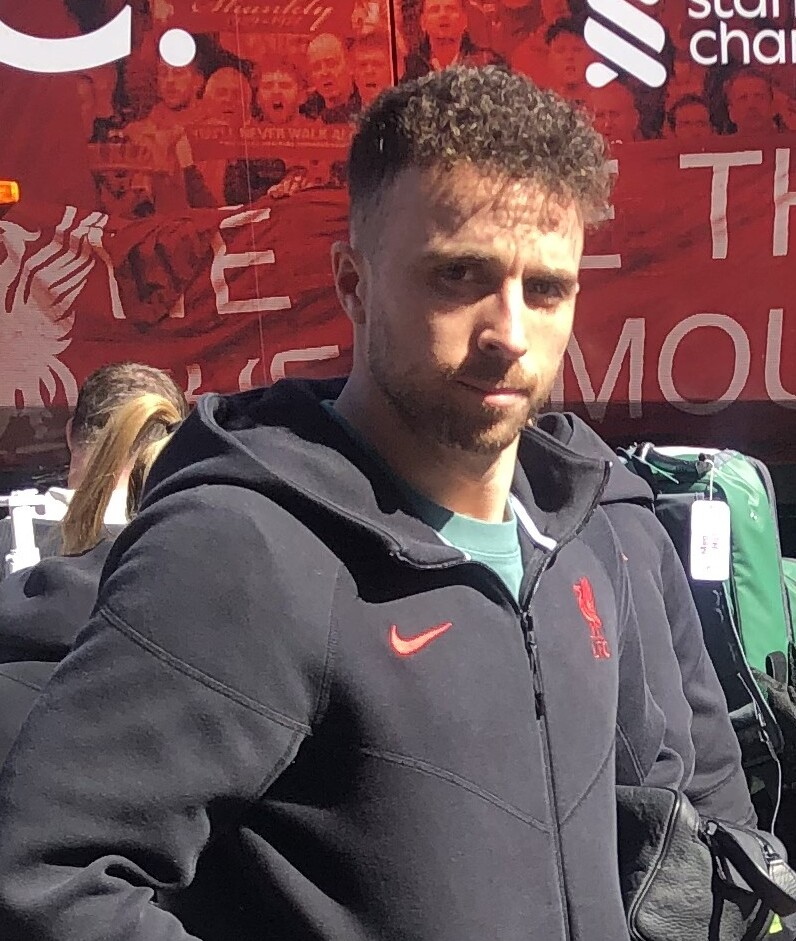
3. Juli: Diogo Jota (2025) (28)
3. Juli: Michael Madsen (2009) (67)
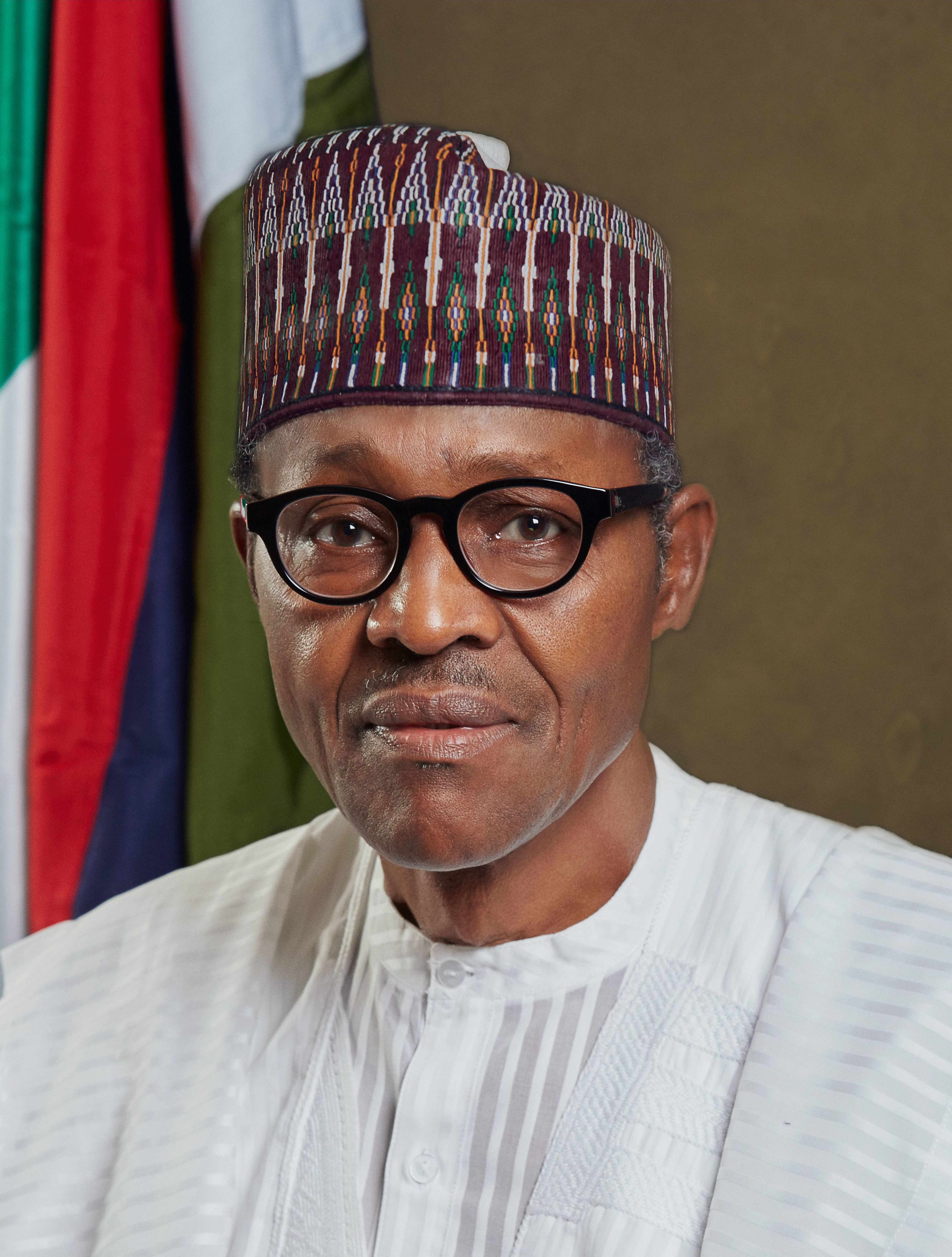
13. Juli: Muhammadu Buhari (2015) (82)
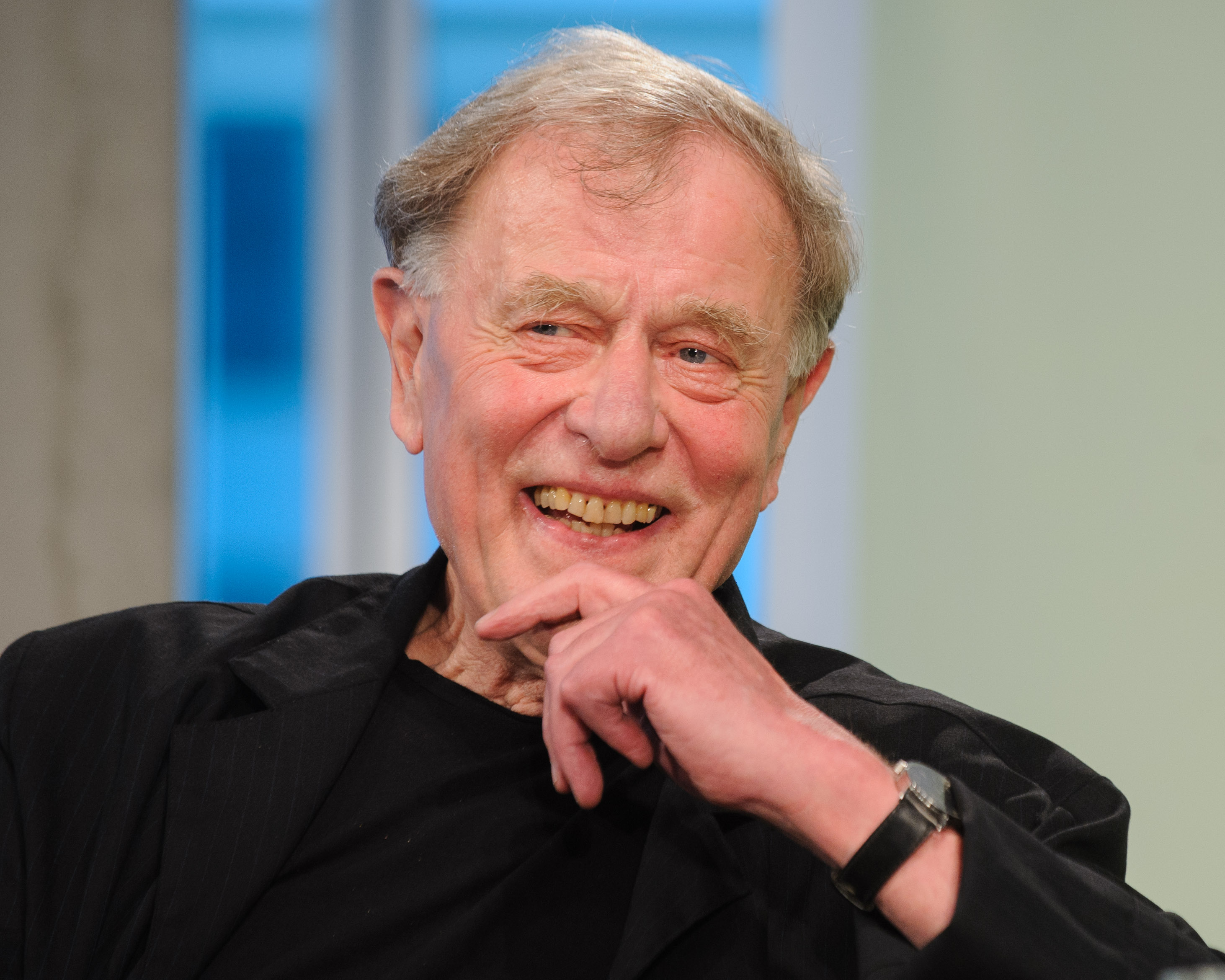
16. Juli: Claus Peymann (2013) (88)
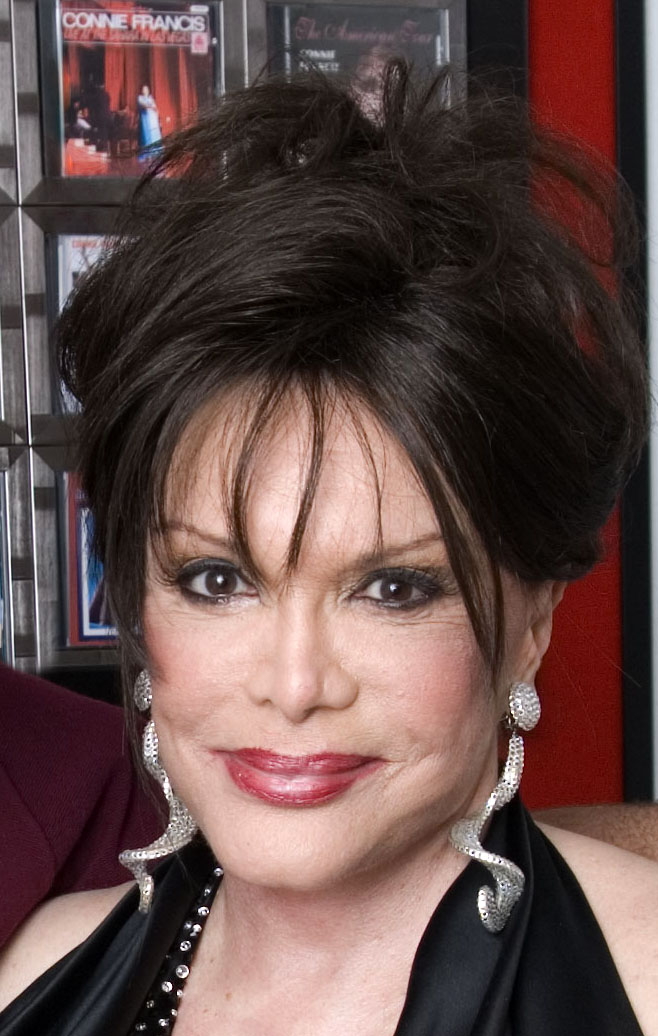
16. Juli: Connie Francis (2011) (87)
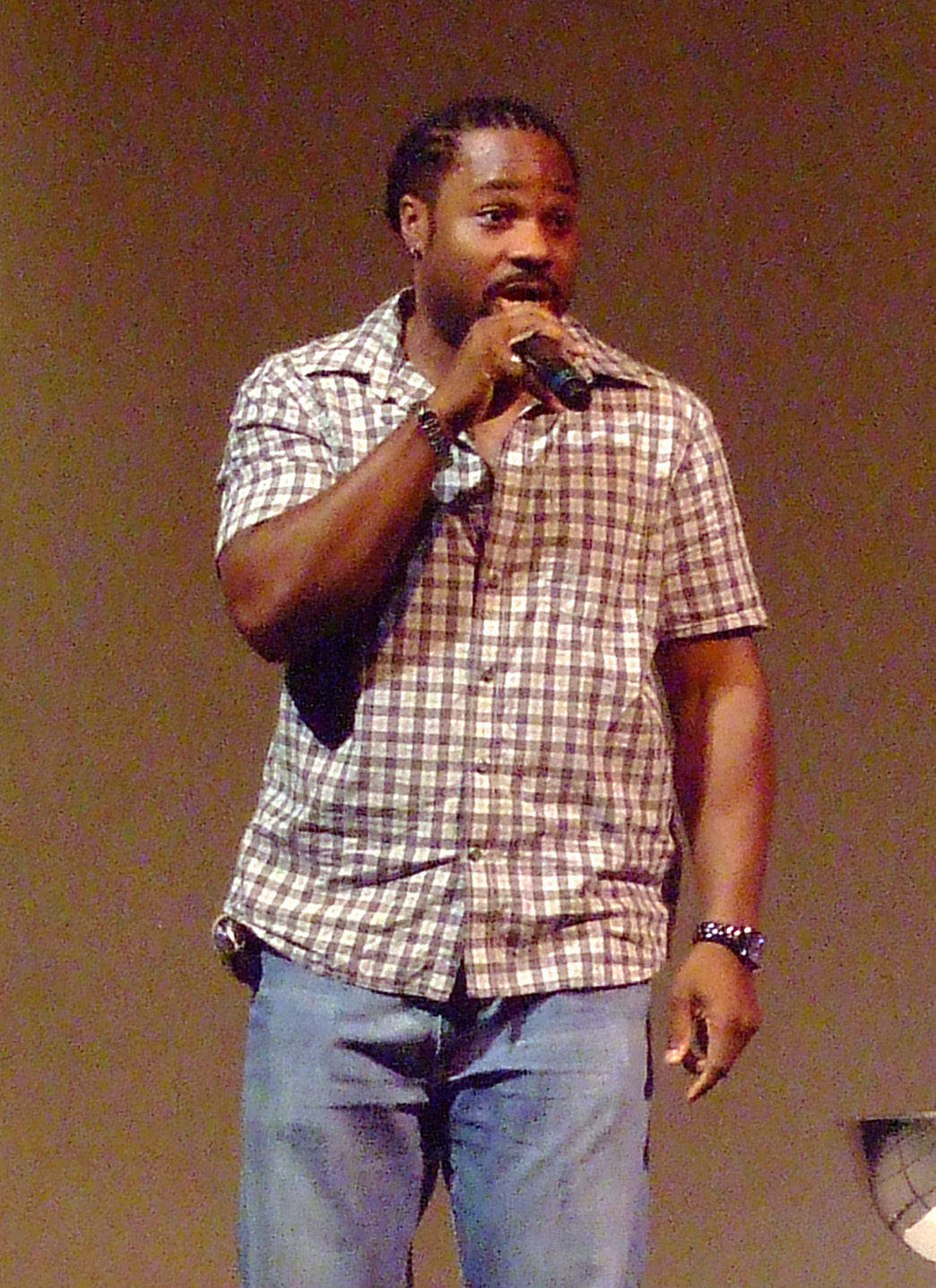
20. Juli: Malcolm-Jamal Warner (2007) (54)
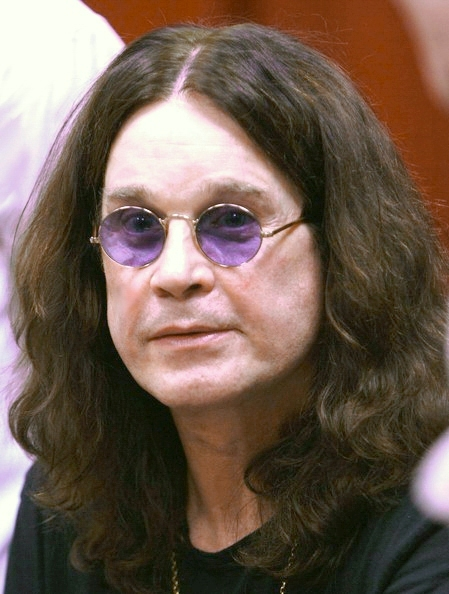
22. Juli: Ozzy Osbourne (2010) (76)
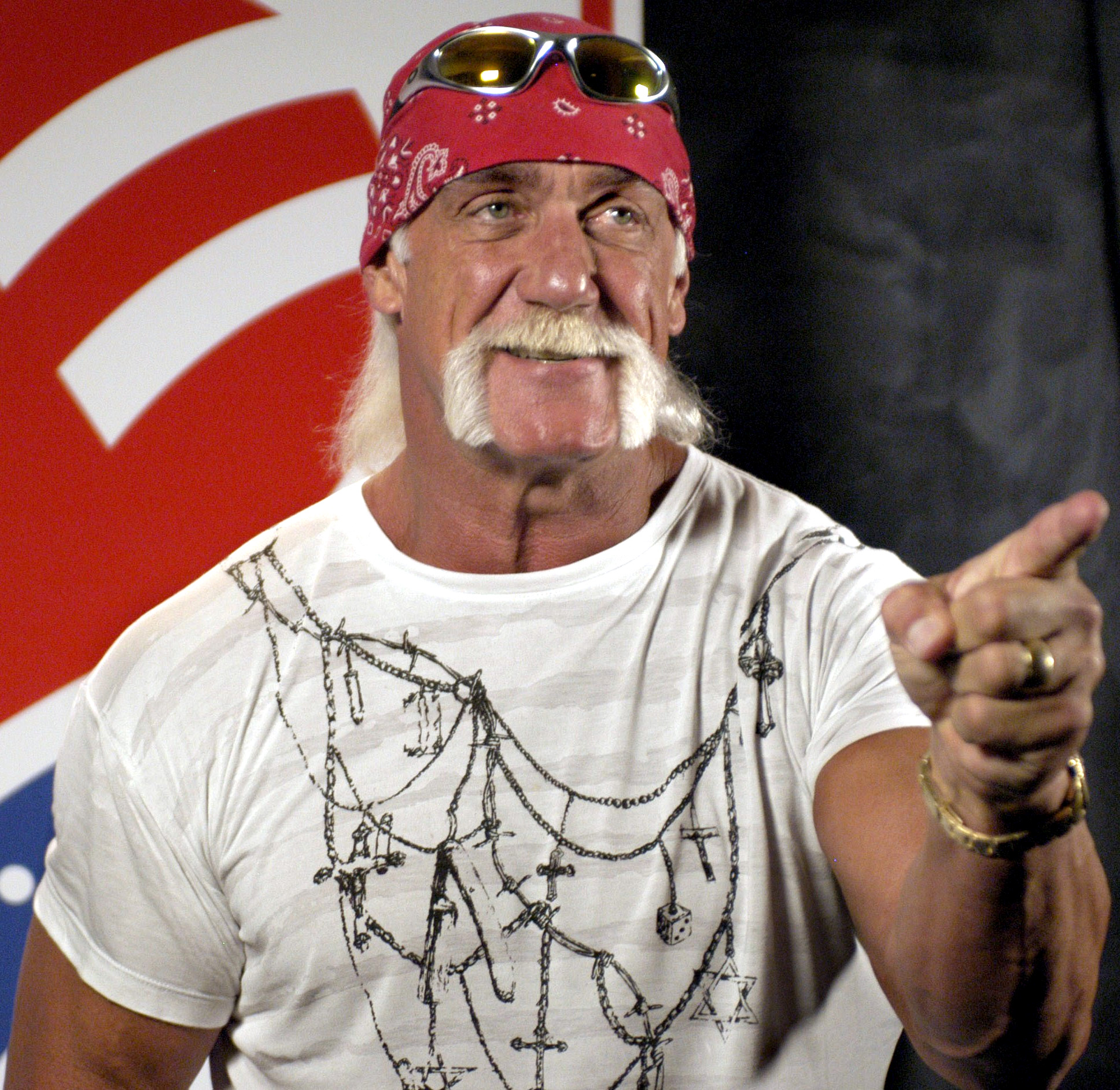
24. Juli: Hulk Hogan (2005) (71)
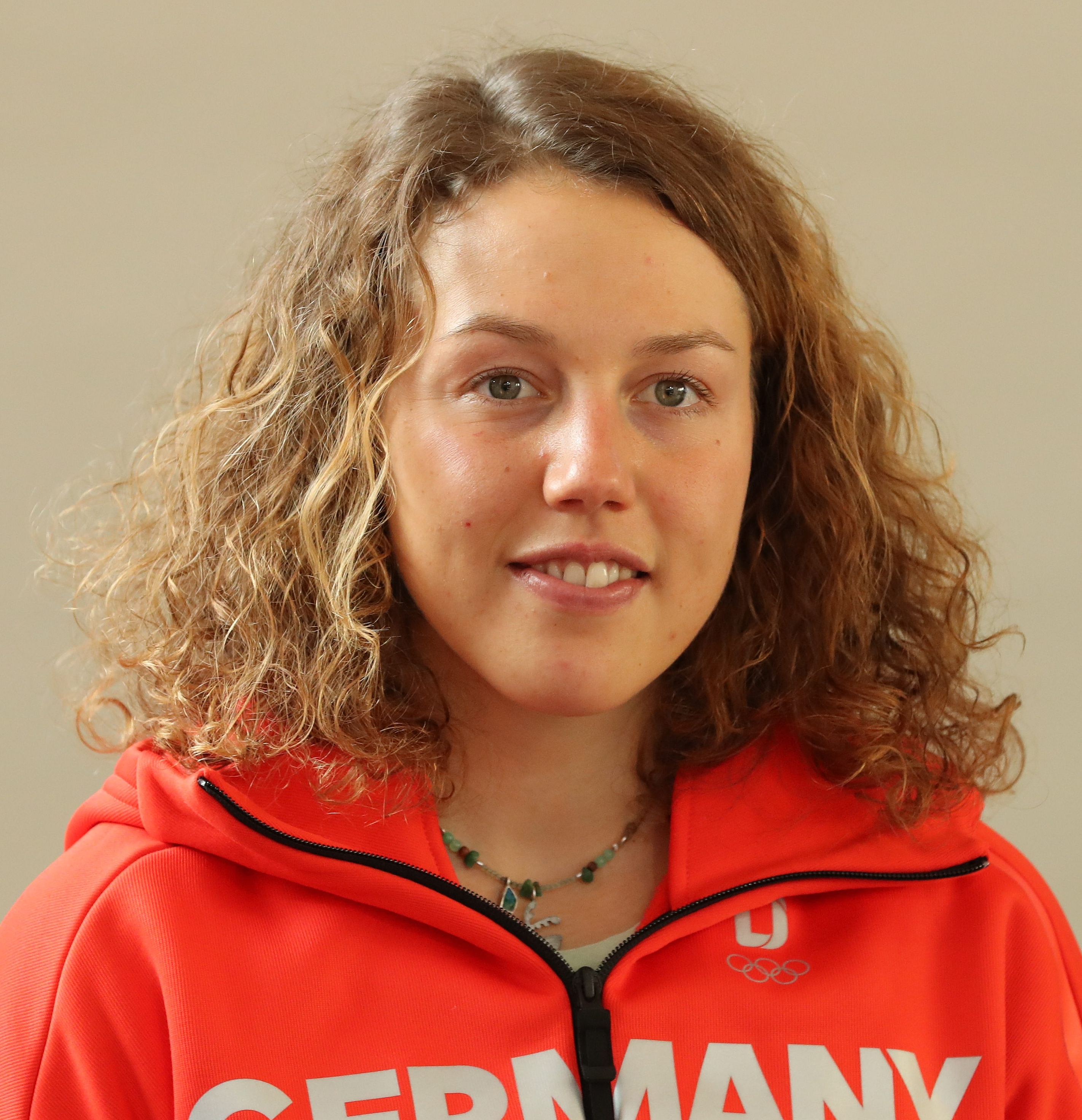
28. Juli: Laura Dahlmeier (2018) (31)
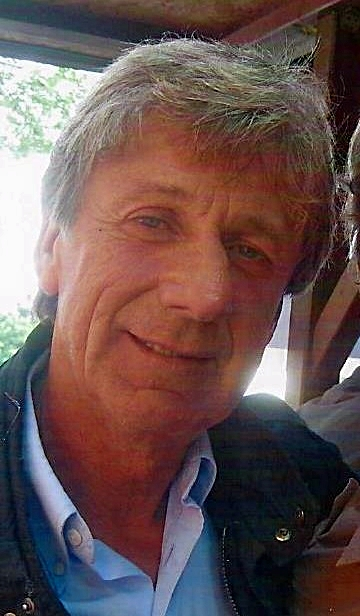
5. August: Frank Mill (2013) (67)
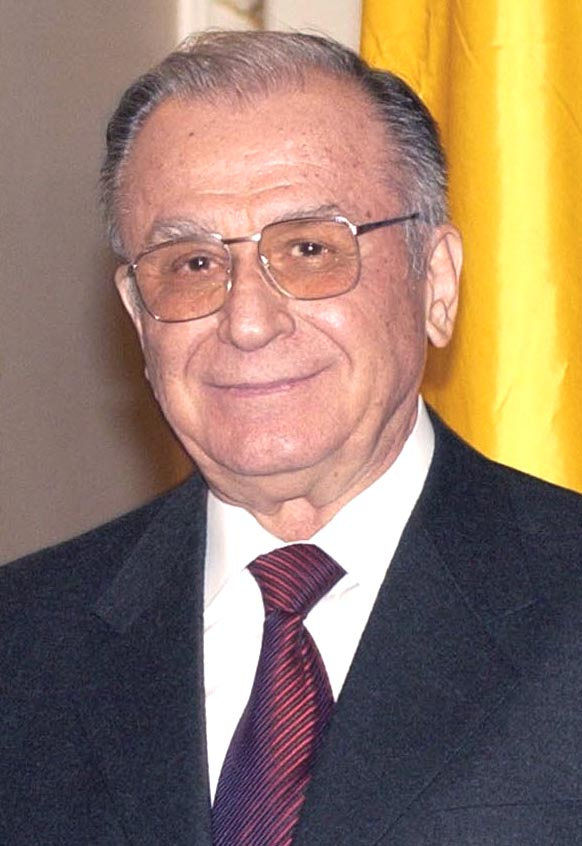
5. August: Ion Iliescu (2004) (95)
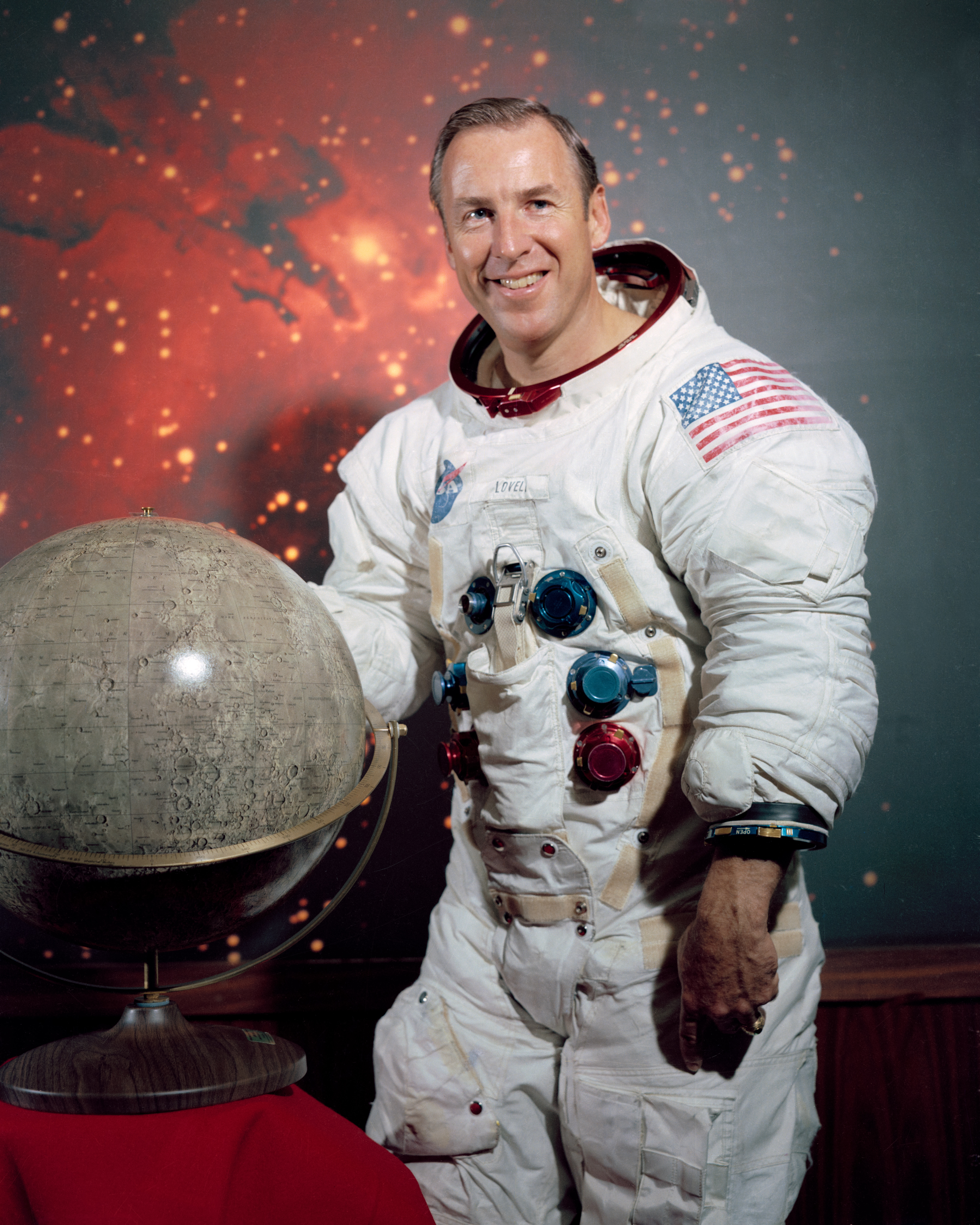
7. August: Jim Lovell (1969) (97)
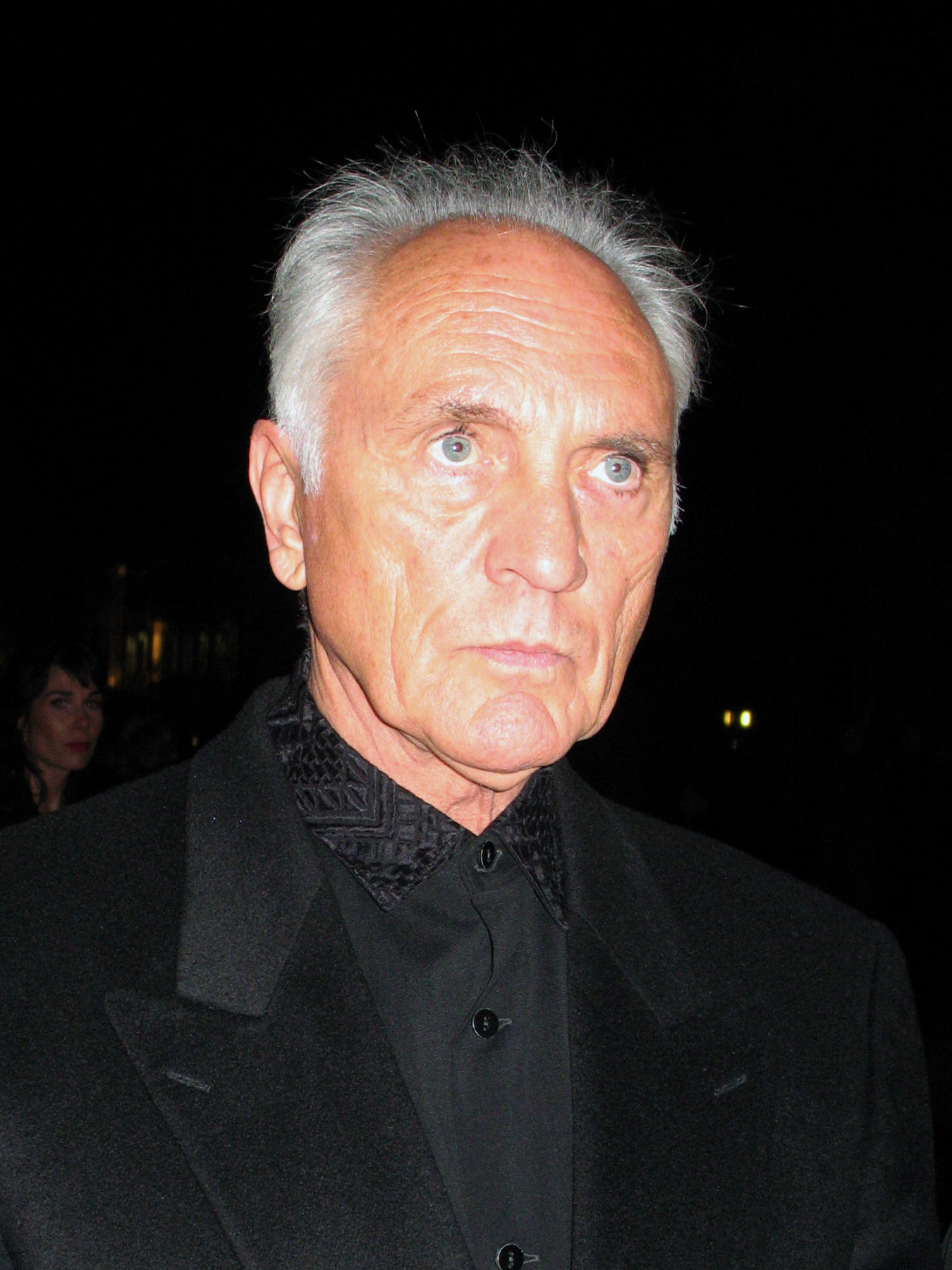
17. August: Terence Stamp (2009) (87)